# 浅草寺
1. 戦災前の旧国宝の観音堂実測図
2. 戦災前の旧国宝の五重塔実測図

浅草寺（せんそうじ）は、東京都台東区浅草二丁目にある都内最古の寺で、正式には金龍山浅草寺（きんりゅうざんせんそうじ）と号する。聖観世音菩薩を本尊とすることから、浅草観音（あさくさかんのん）として知られている。山号は金龍山。
元は天台宗に属していたが、昭和25年（1950年）に独立して聖観音宗の本山となった。都内では坂東三十三観音唯一の札所（第13番）、また江戸三十三観音札所の第1番でもある。全国有数の観光地であるため、正月の初詣では毎年多数の参拝客が訪れ、参拝客数は常に全国トップ10に入っている。
本尊真言：おん あろりきゃ そわか
ご詠歌：ふかきとが今よりのちはよもあらじ つみ浅草にまいる身なれば

## 歴史

### 創建 - 平安時代
『浅草寺縁起』等にみえる伝承によると、浅草寺の創建の由来は以下の通りである。
飛鳥時代の推古天皇36年（628年）、宮戸川（現・隅田川）で漁をしていた檜前浜成・竹成（ひのくまのはまなり・たけなり）兄弟の網にかかった仏像があった。これが浅草寺本尊の聖観音（しょうかんのん）像となる。この像を拝した兄弟の主人・土師中知（はじのなかとも 、「土師真中知」（はじのまなかち）とも）は出家し、自宅を寺に改めて供養した。これが浅草寺の始まりという。その後大化元年（645年）、勝海という僧が寺を整備し観音の夢告により本尊を秘仏と定めた。観音像は高さ1寸8分（約5.5センチメートル）の金色の像と伝わるが、公開されることのない秘仏のためその実体は明らかでない。平安時代初期の天安元年（857年。天長5年（828年）とも）、延暦寺の僧・円仁（慈覚大師）が来寺して「お前立ち」（秘仏の代わりに人々が拝むための像）の観音像を造ったという。これらを機に浅草寺では勝海を開基、円仁を中興開山と称している。天慶5年（942年）、安房守平公雅が武蔵守に任ぜられた際に七堂伽藍を整備したとの伝えがあり、雷門、仁王門（現・宝蔵門）などはこの時の創建といわれる。
一説に、本尊の聖観音像は、現在の埼玉東京の県境に近い飯能市岩淵にある成木川沿いにある岩井堂に安置されていた観音像が大水で流されたものとする伝承がある。浅草寺創建より100年ほど前に、岩井堂観音に安置されていた観音像が大雨によって堂ごと成木川に流され、行方不明になったという。成木川は入間川、荒川を経て隅田川に流れており、下流にて尊像発見の報を聞いた郷の人々が返還を求めたが叶わなかったという。

### 中世 - 近世

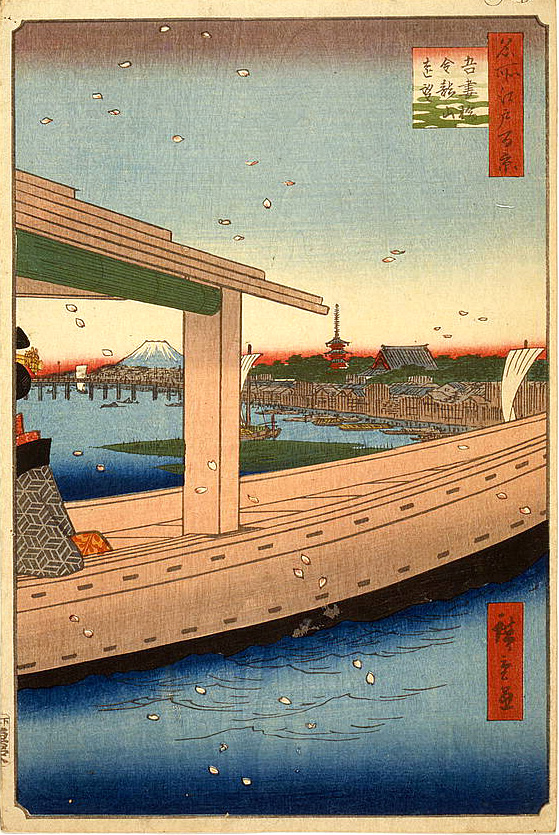
「吾妻橋金龍山遠望」（歌川広重『名所江戸百景』より）

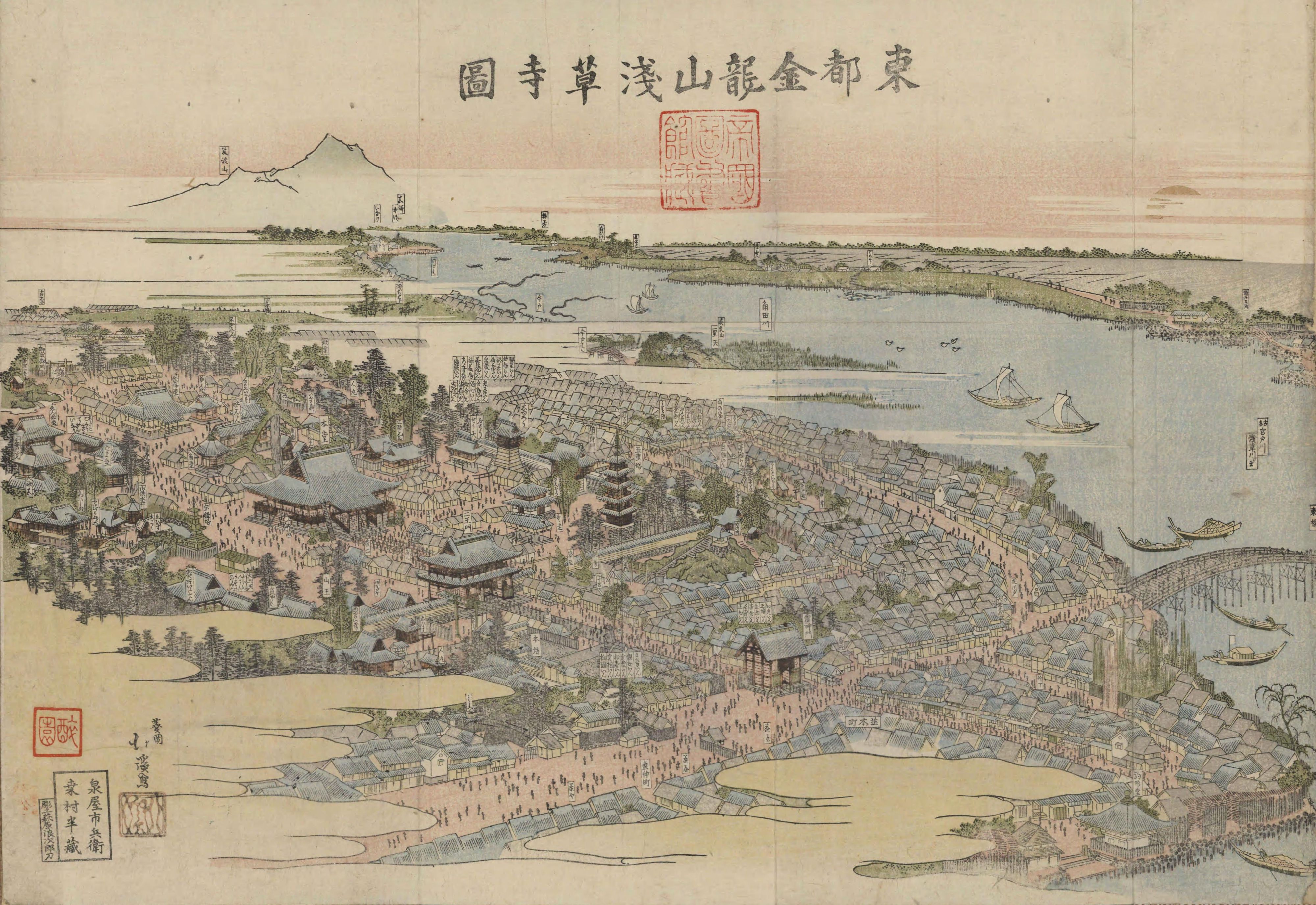
東都金龍山浅草寺図 （魚屋北渓画、文政3年（1820年））

浅草寺の文献上の初見は鎌倉時代の『吾妻鏡』である。同書によれば、治承5年（1181年）、鎌倉の鶴岡八幡宮造営に際し、浅草から宮大工を呼び寄せている。また、建久3年（1192年）、鎌倉の勝長寿院で後白河法皇の四十九日法要が営まれた際、浅草寺の僧が参加している。後深草院二条の『とはずがたり』には、彼女が正応3年（1290年）浅草寺に参詣した時の様子が描写されている。
天正18年（1590年）、江戸に入府した徳川家康は浅草寺を祈願所と定め、寺領五百石を与えた。浅草寺の伽藍は中世以前にもたびたび焼失し、近世に入ってからは寛永8年（1631年）、同19年（1642年）に相次いで焼失したが、3代将軍徳川家光の援助により、慶安元年（1648年）に五重塔、同2年（1649年）に本堂が再建された。このように徳川将軍家に重んじられた浅草寺は観音霊場として多くの参詣者を集めた。
貞享2年（1685年）には、表参道に「仲見世」の前身である商店が設けられた。これは、寺が近隣住民に境内の清掃を役務として課す見返りに開業を許可したものである。江戸時代中期になると、境内西側奥の通称「奥山」と呼ばれる区域では大道芸などが行われるようになり、境内は庶民の娯楽の場となった。天保13年（1843年）から翌年にかけて、江戸三座の芝居小屋が浅草聖天町（猿若町、現・台東区浅草六丁目）に移転し、そうした傾向はさらに強まった。

### 近代

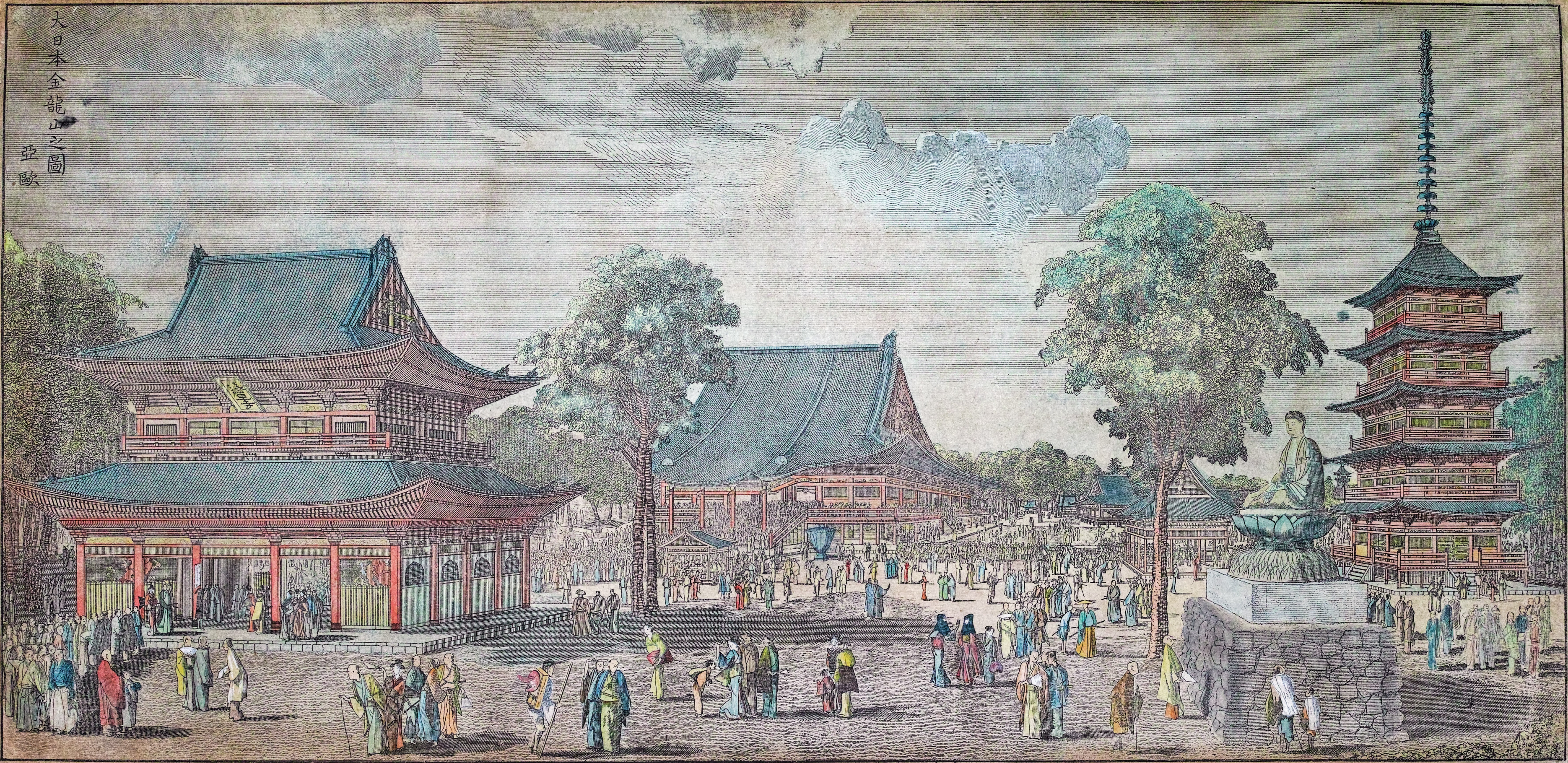
亜欧堂田善『大日本金龍山之図』1809年

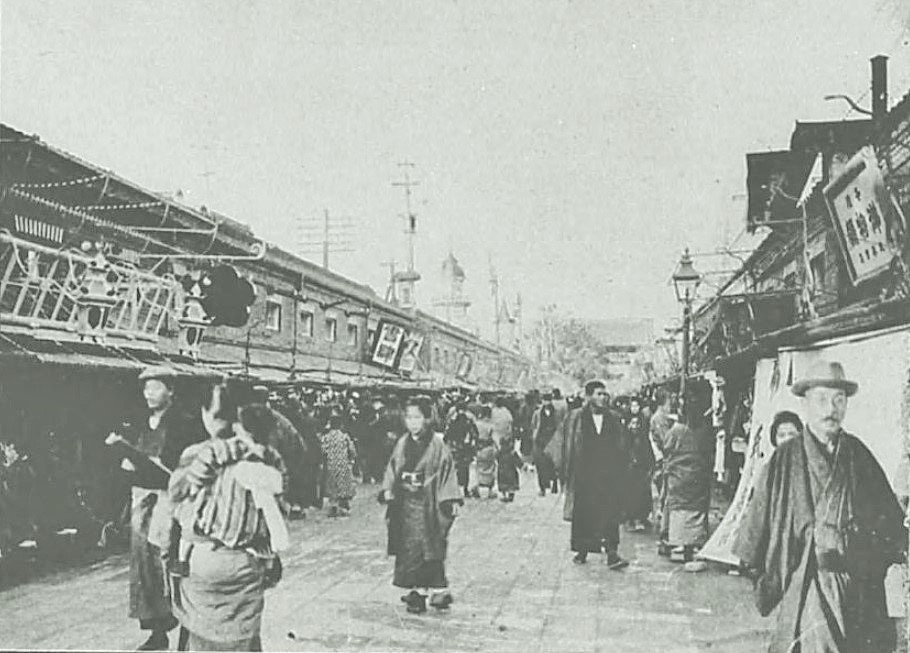
明治末期の仲見世

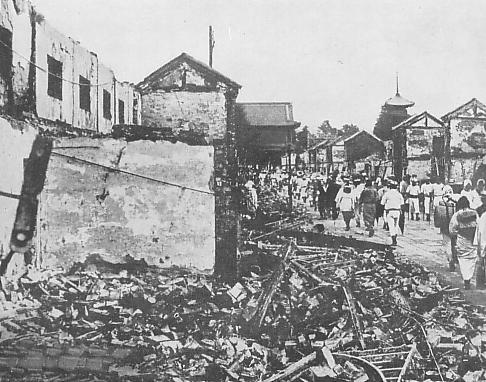
関東大震災直後。仲見世は全焼したが、境内は被害を免れた。

浅草は近代以降も庶民の盛り場、娯楽場として発達し浅草寺はそのシンボル的存在であった。1873年（明治6年）には境内が公園地に指定され（浅草公園）、1885年（明治18年）12月27日）には表参道両側の「仲見世」が近代的な煉瓦造の建物に生まれ変わった。1890年（明治23年）には商業施設と展望塔を兼ねた12階建ての「凌雲閣」（通称「浅草十二階」）が完成している。
1917年（大正6年）からは日本語の喜歌劇である「浅草オペラ」の上演が始まり、映画が普及する以前の大衆演劇として隆盛した。関東大震災では浅草区は大半が焼失する被害にもかかわらず、浅草寺では地元の鳶職の親方が境内の避難民を指揮してバケツリレーによる防火作業を行った結果、一部建築物が延焼するだけの被害で済んでいる。しかし1945年（昭和20年）3月10日、東京大空襲で旧国宝の本堂（観音堂）、五重塔などが焼失。第二次世界大戦後の浅草は、娯楽の多様化や東京都内の他の盛り場の発展などによって一時衰退した。しかし、地元商店街のPR活動等によってかつての賑わいを取り戻しつつあり、下町情緒を残す街として東京の代表的な観光地となっており、羽子板市、ほおずき市などの年中行事は多くの人出で賑わっている。

## 境内

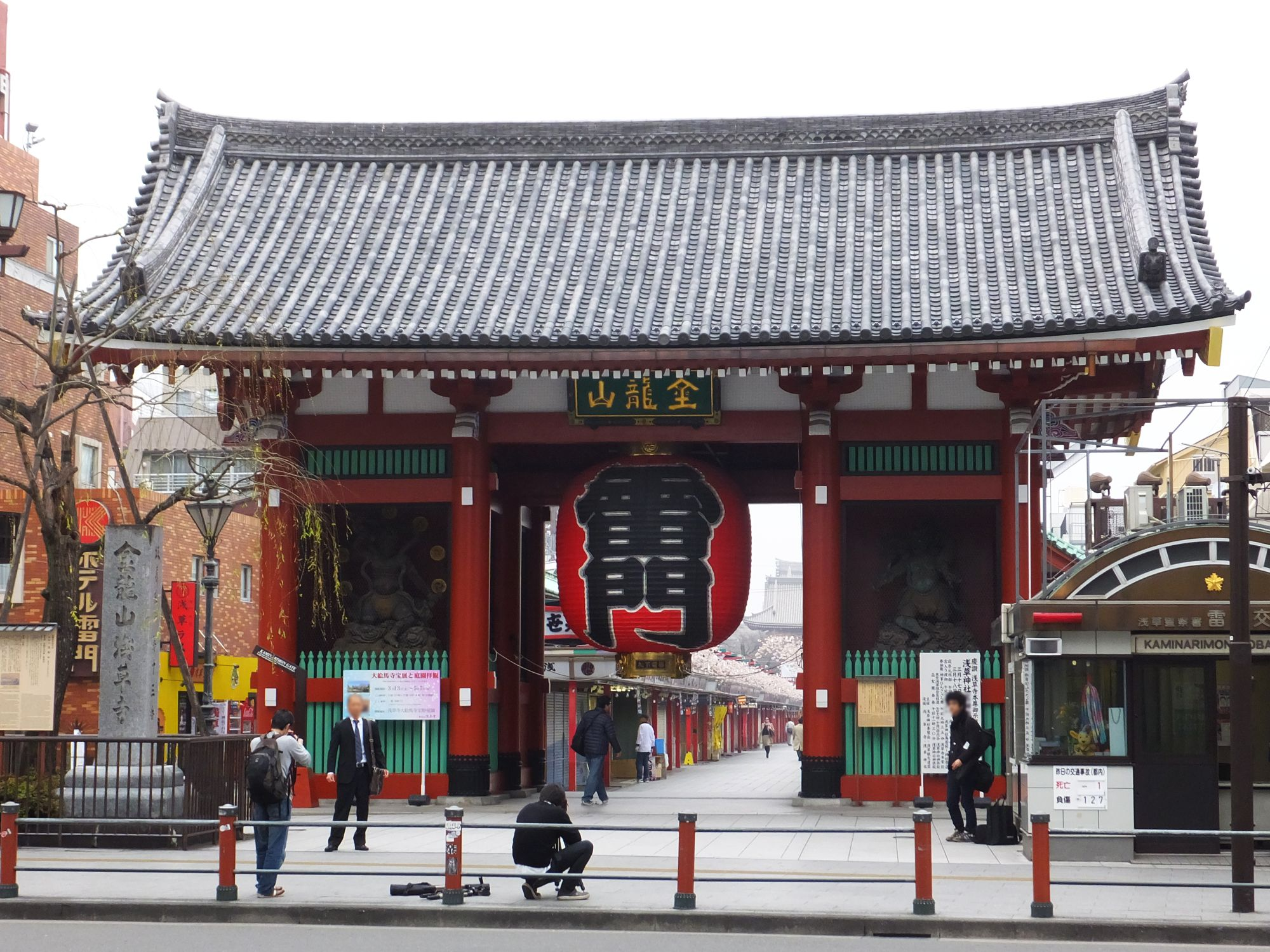
雷門

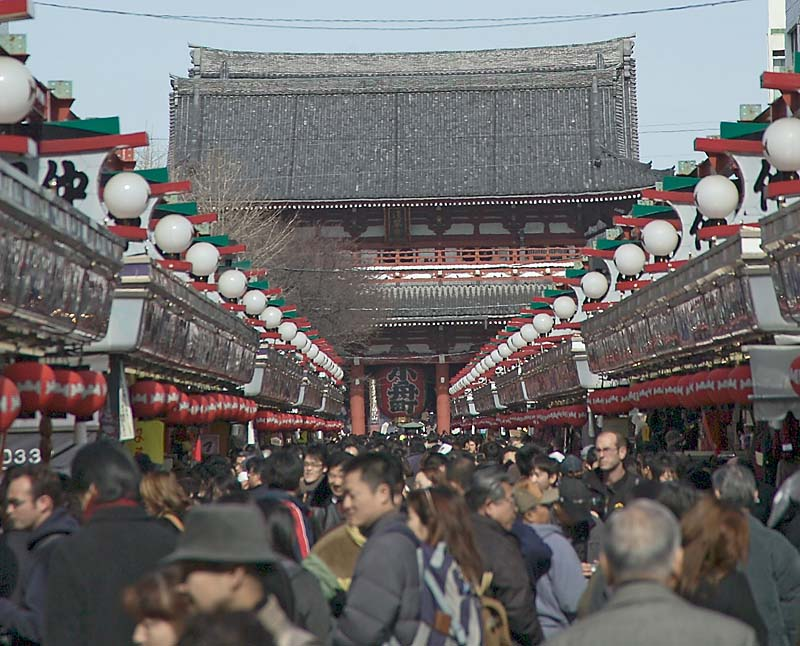
仲見世通り

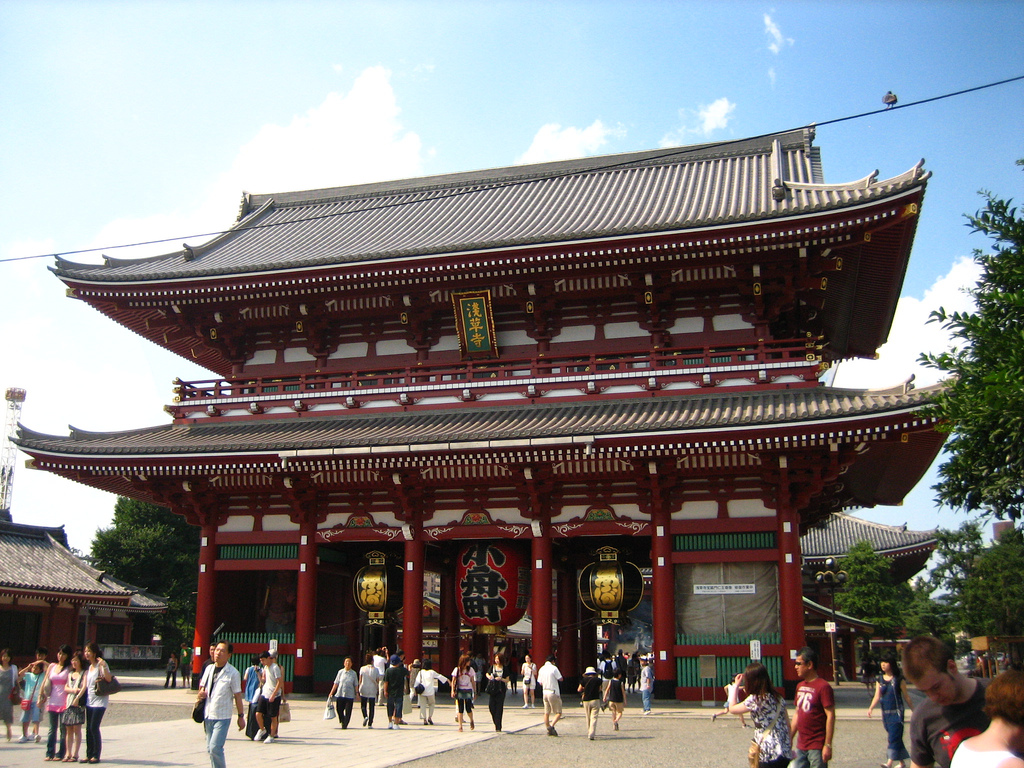
宝蔵門

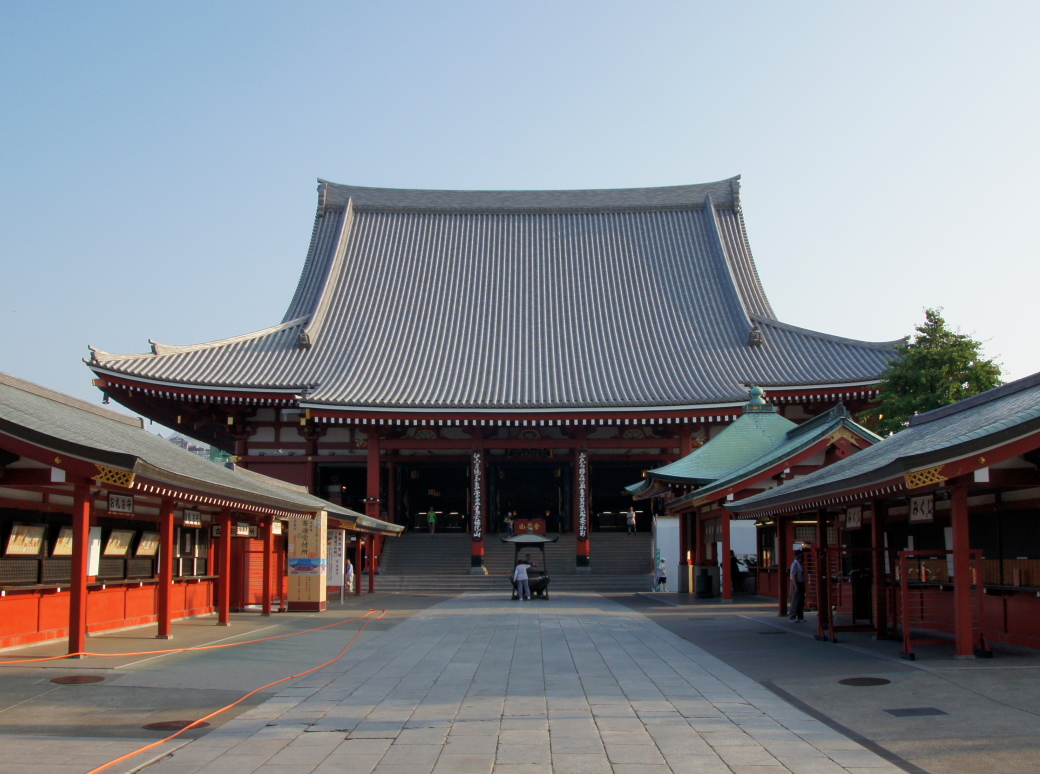
本堂

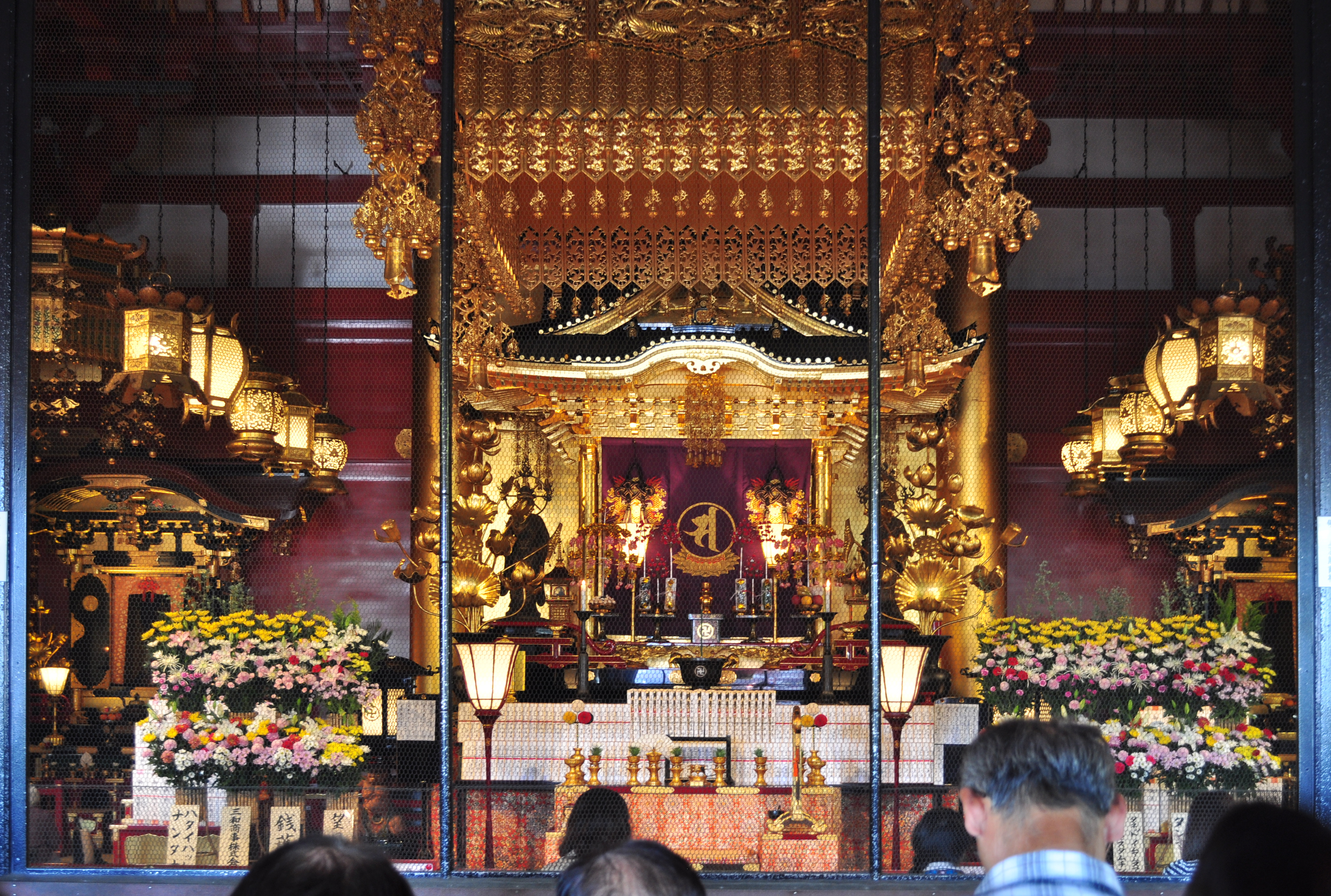
本堂外陣より内陣を見る。中央が秘仏本尊を安置する宮殿（くうでん）

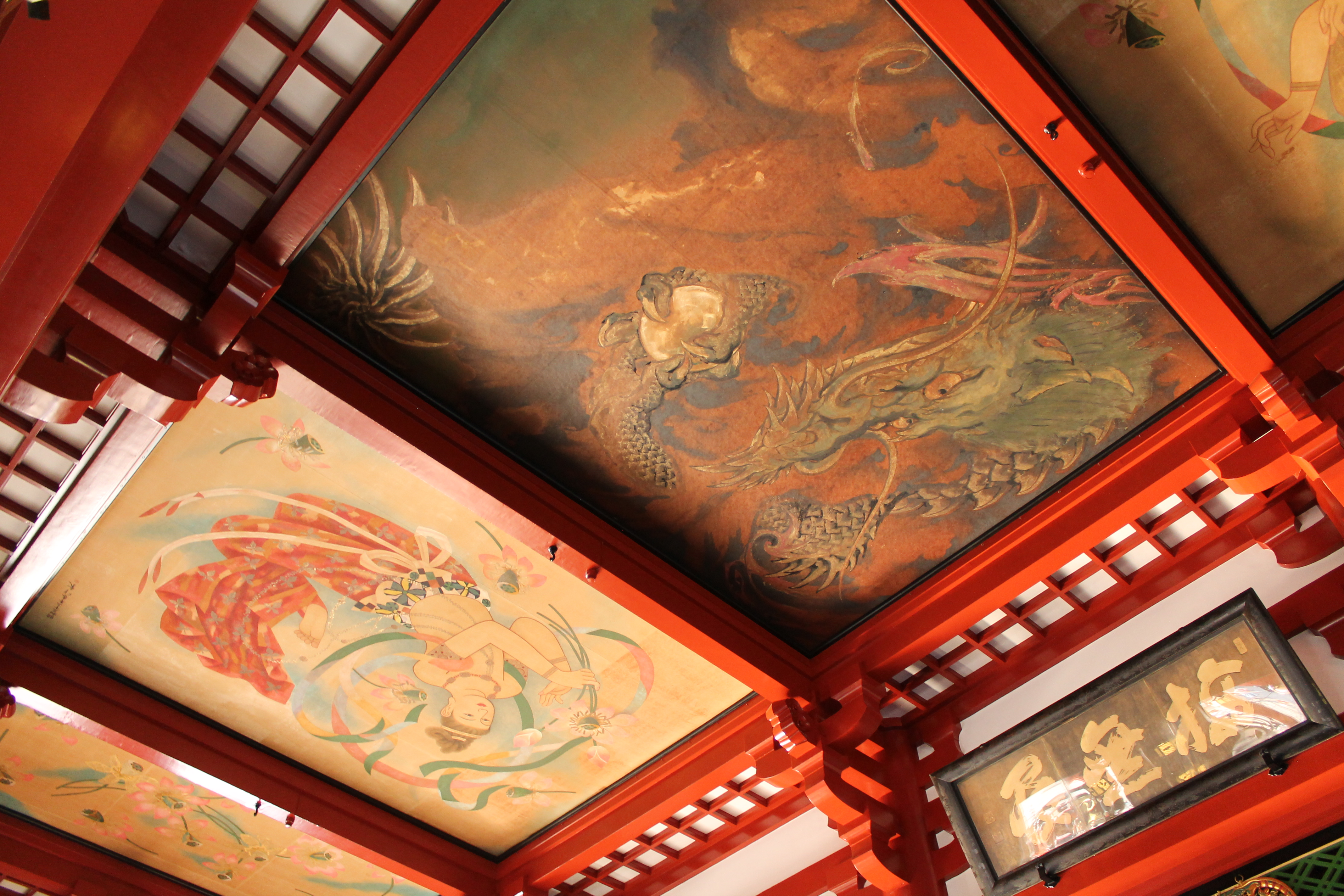
本堂天井画（川端龍子筆「龍図」、堂本印象筆「天人図」）

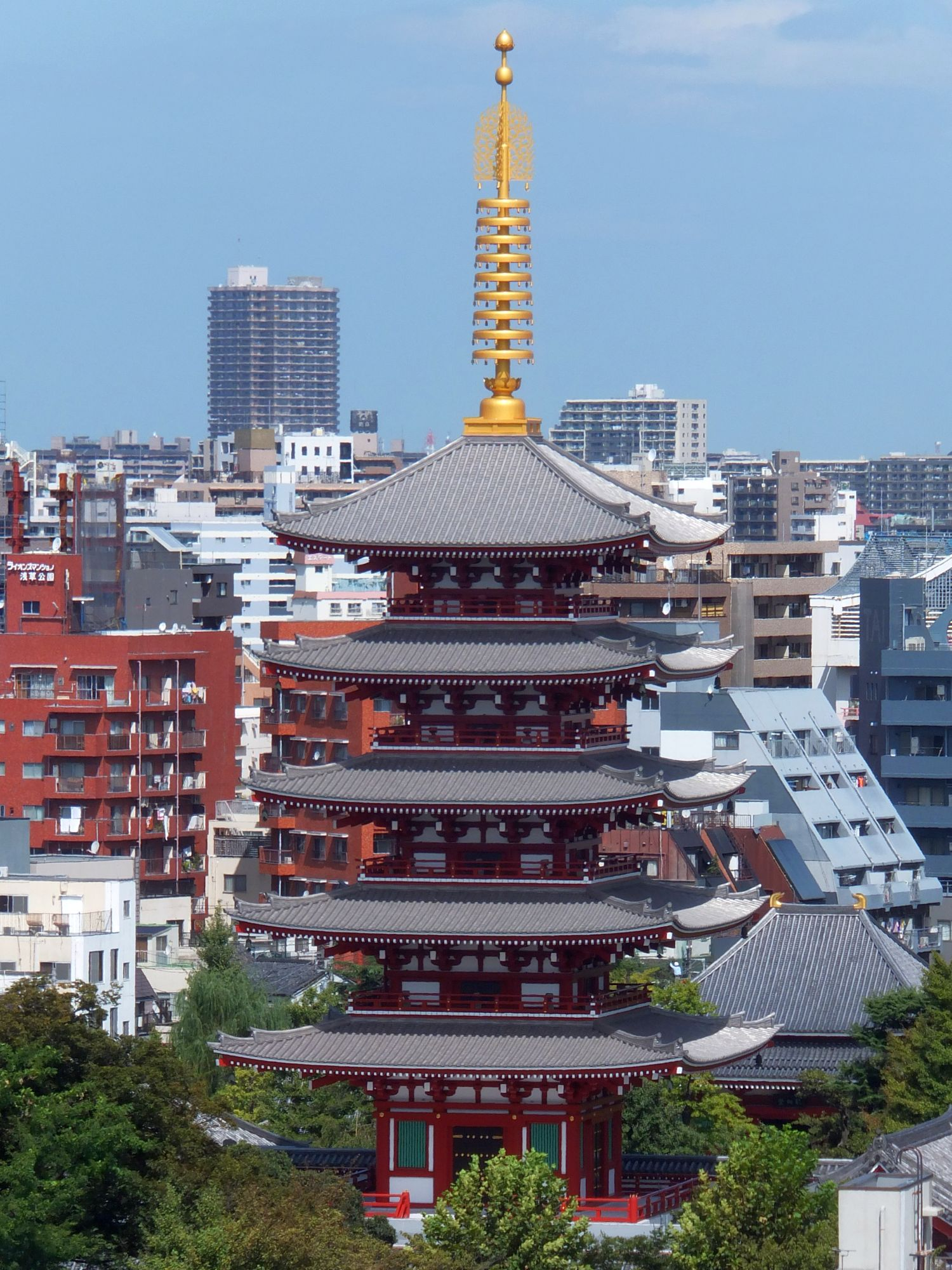
五重塔（南側から見た全景）

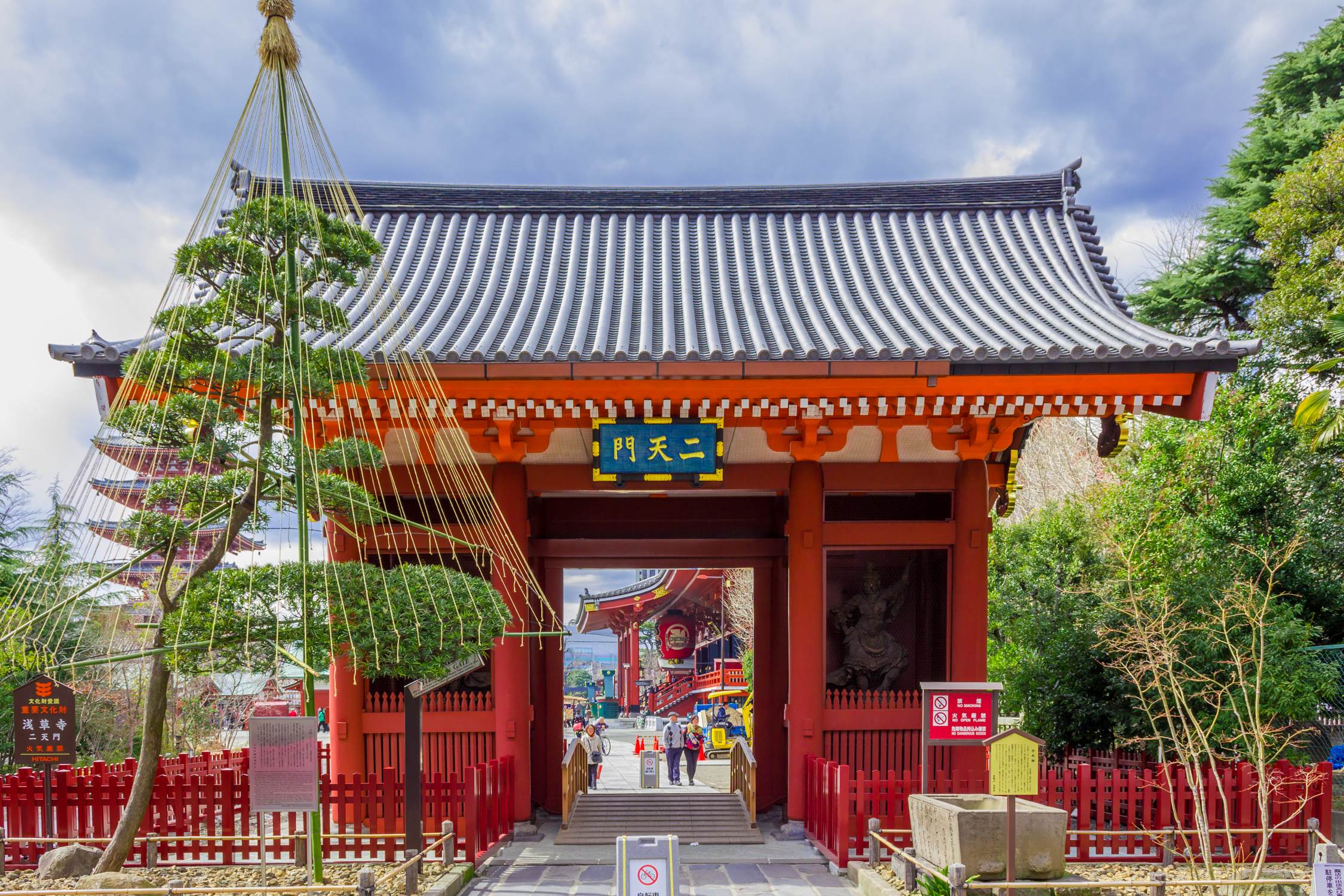
二天門

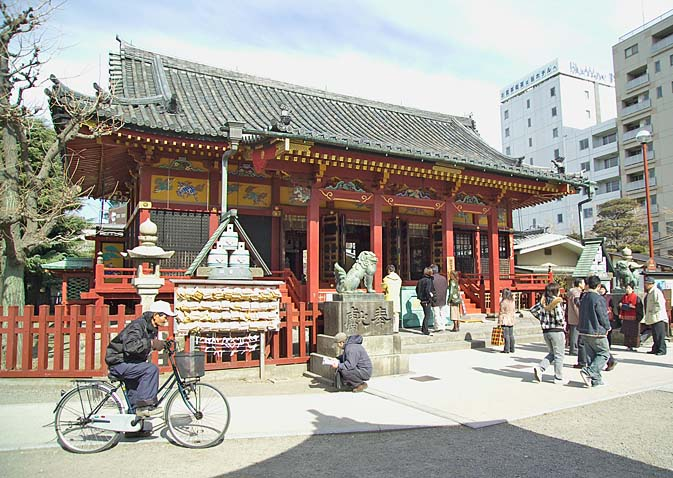
浅草神社

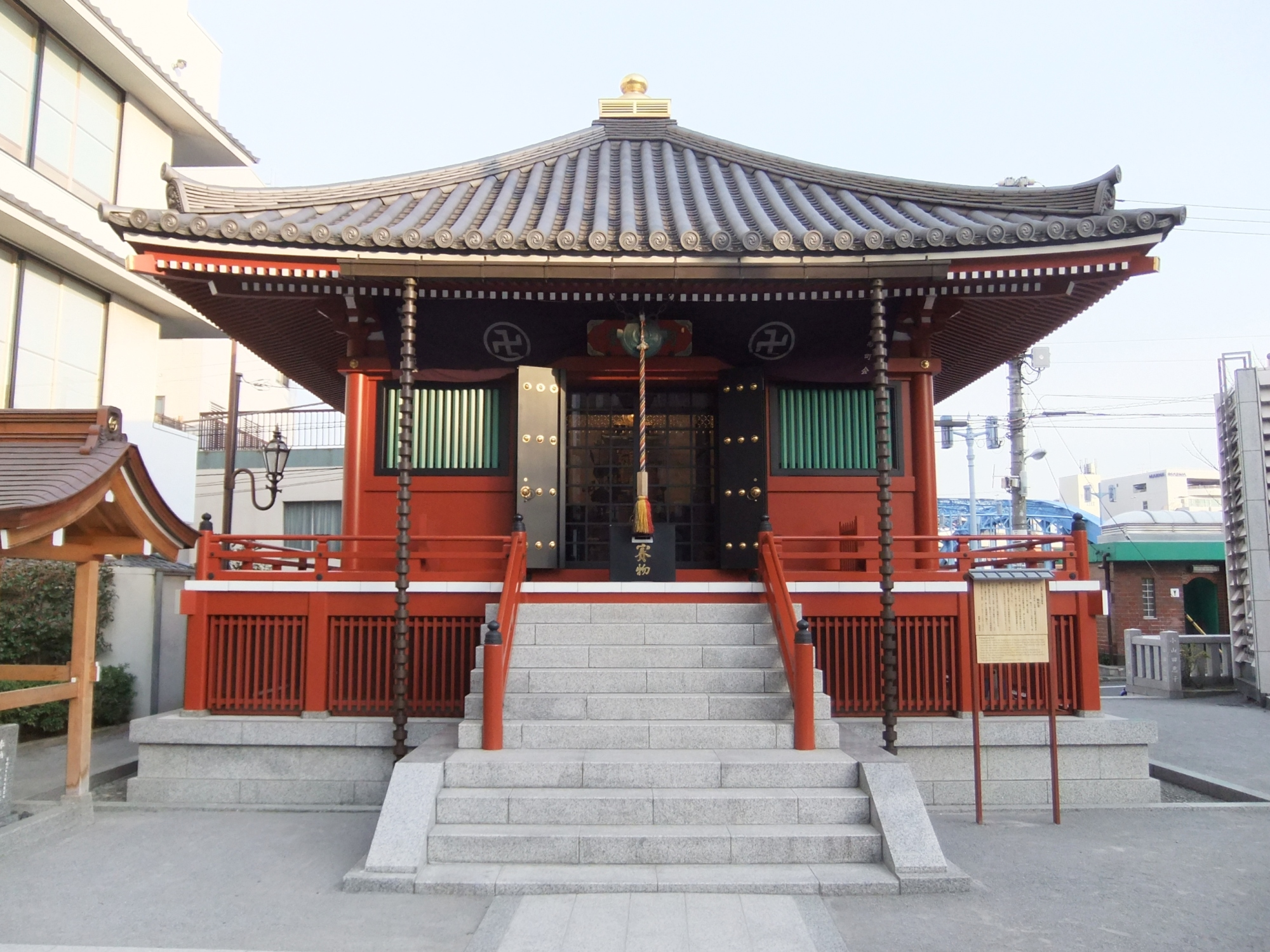
駒形堂

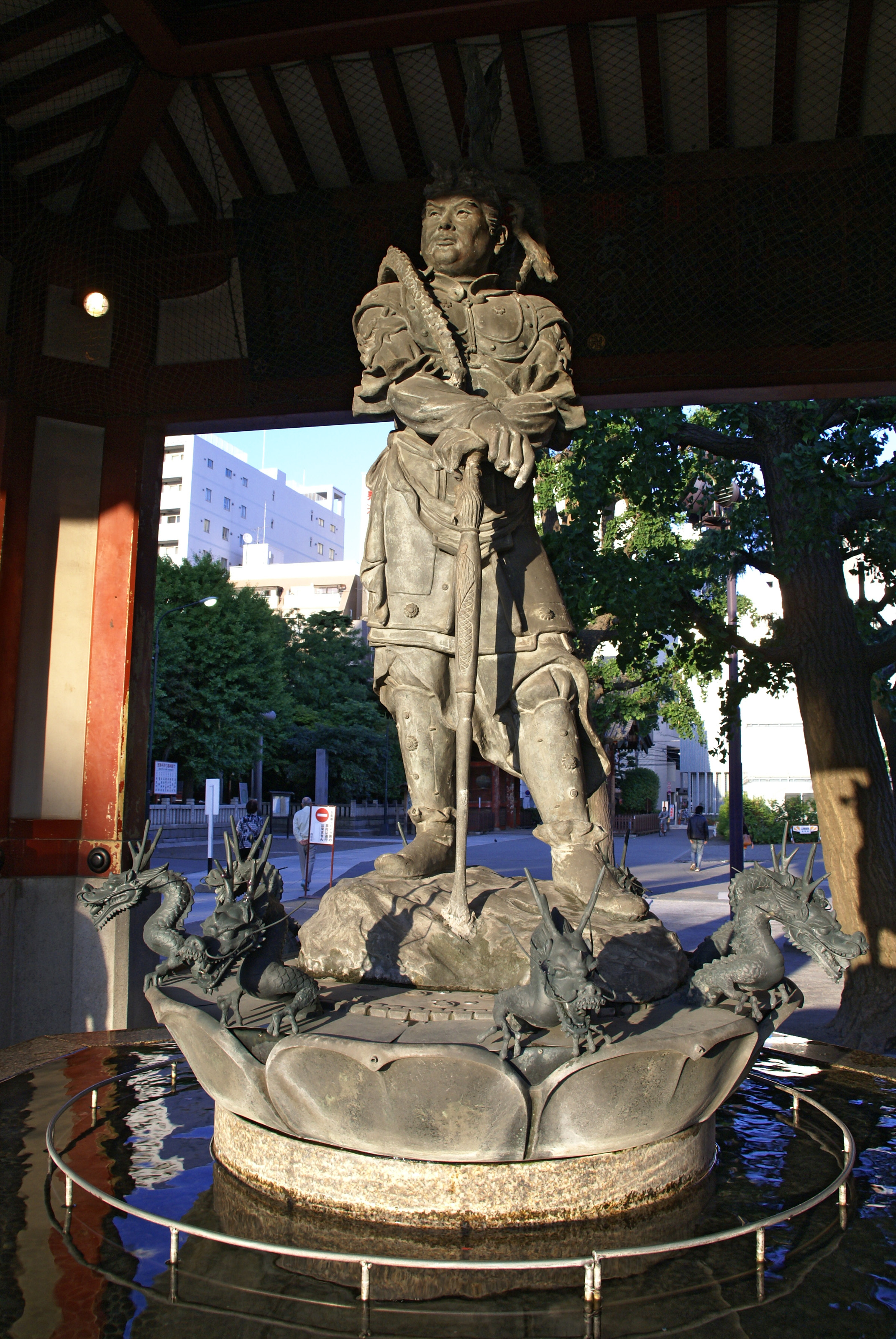
沙竭羅龍王像（原型高村光雲作）

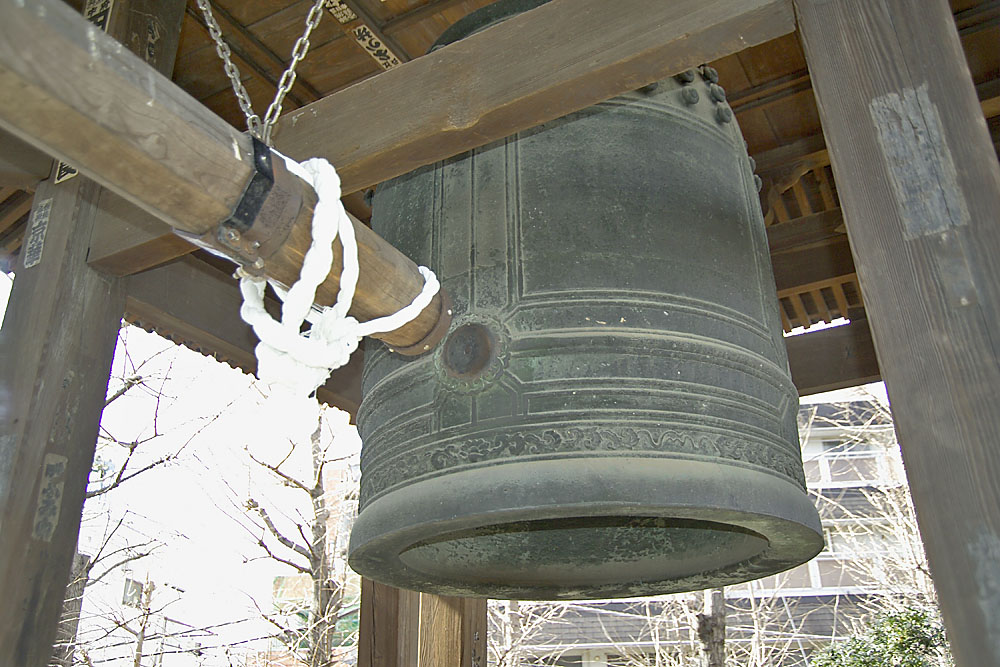
時の鐘

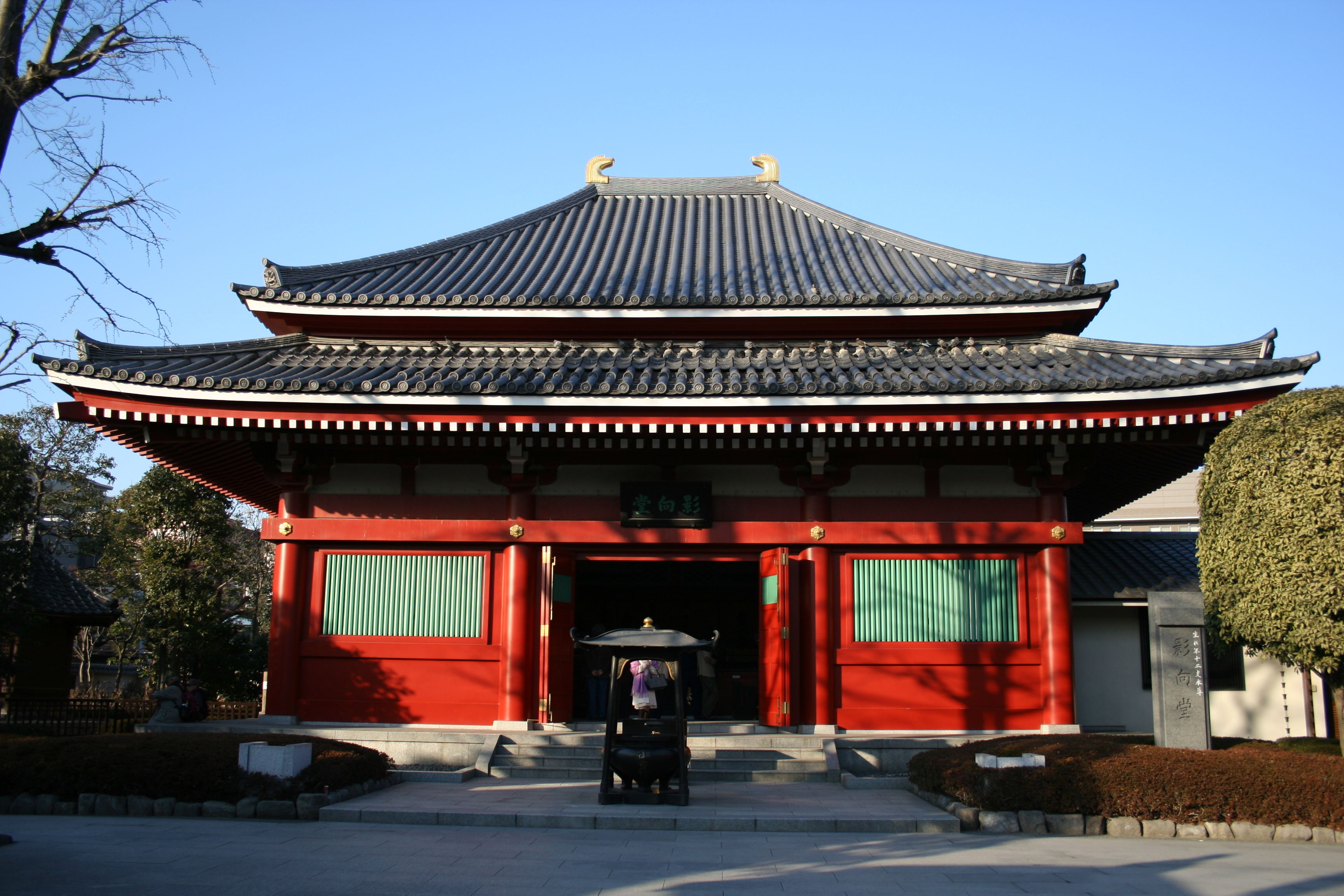
影向堂

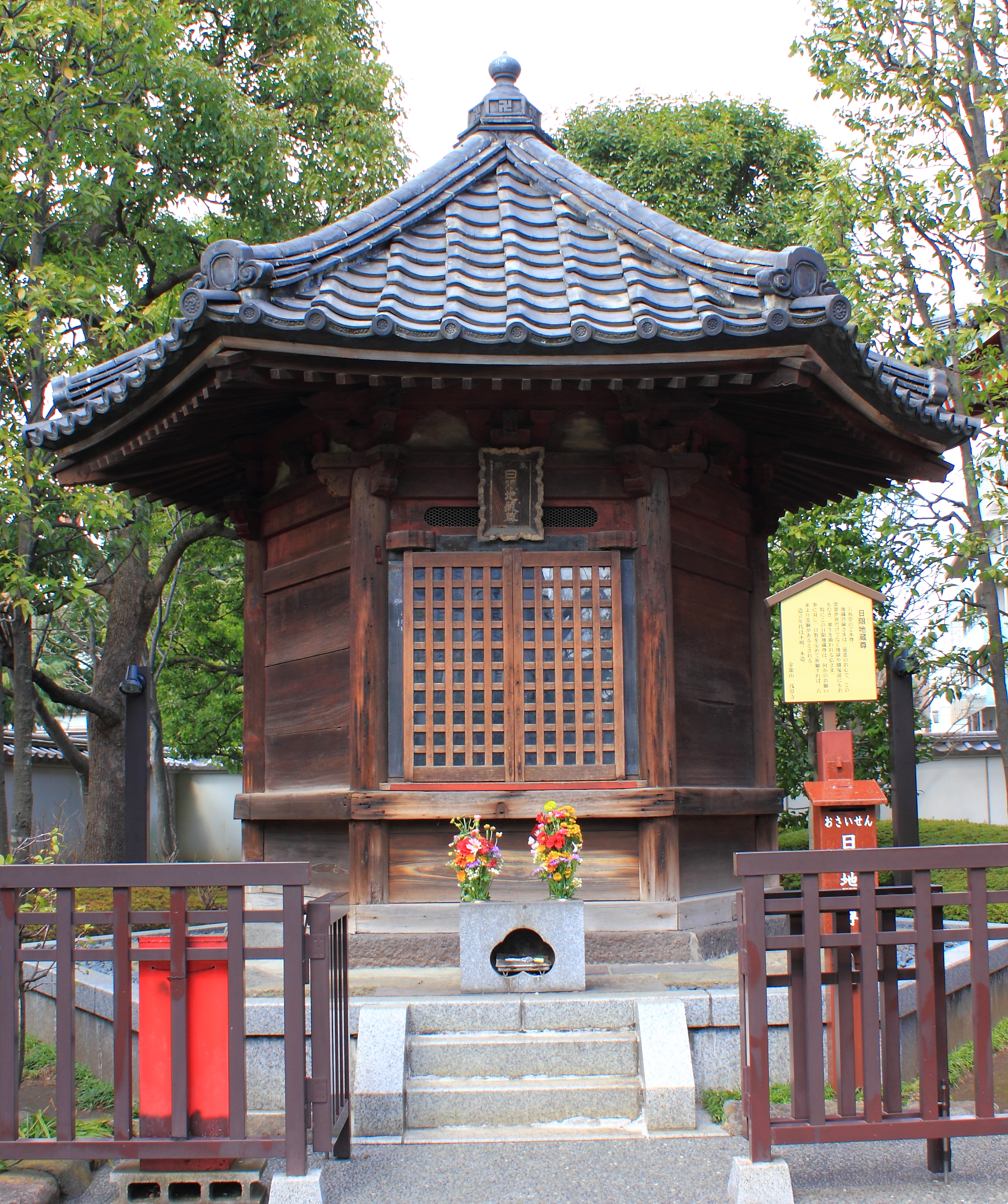
六角堂

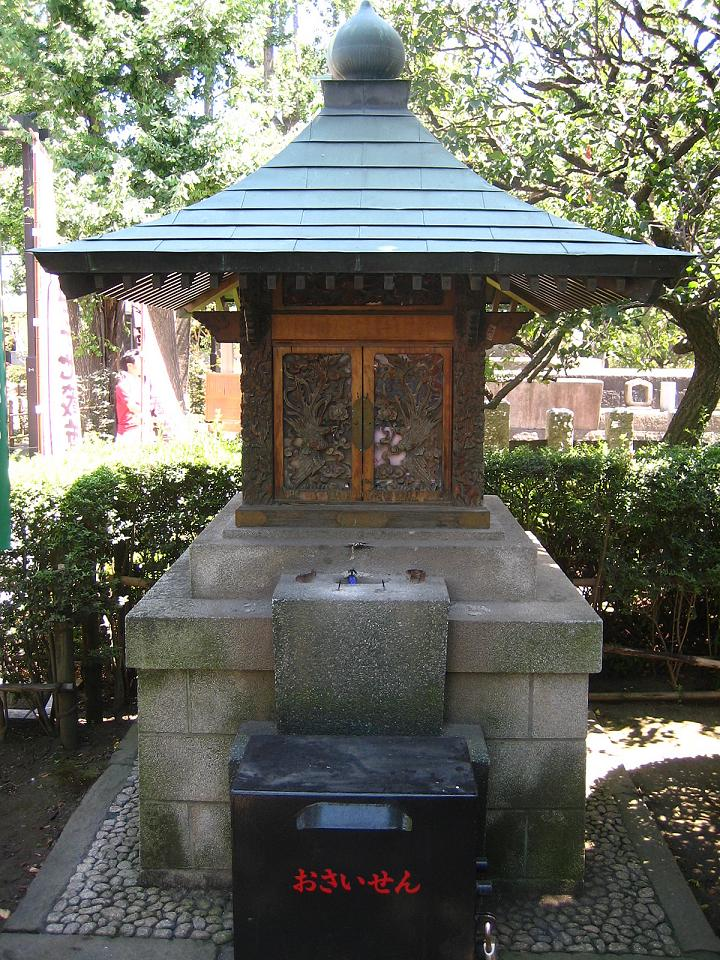
久米平内堂

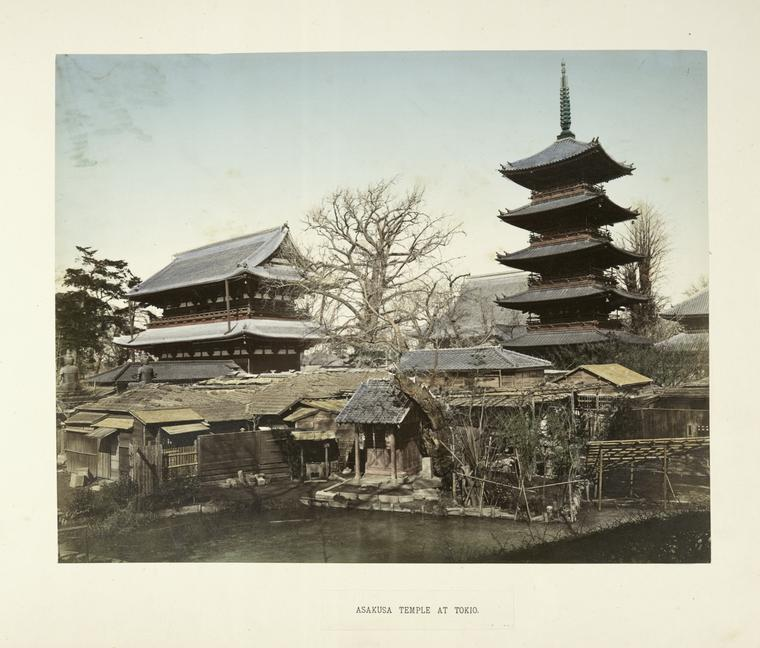
浅草寺の古写真（日下部金兵衛撮影）

### 雷門
表参道入口の門。切妻造の八脚門で向かって右の間に風神像、左の間に雷神像を安置することから正式には「風雷神門」というが「雷門」の通称で通っている。慶応元年（1865年）に焼失後は仮設の門が時折建てられていたが、1960年（昭和35年）に常設の門が鉄筋コンクリート造で再建された。実業家・松下幸之助が浅草観音に祈願して病気平癒した報恩のために寄進したものである。
門内には松下電器産業（現パナソニック）寄贈の大提灯がある。雷門の大提灯には表面に「雷門」、裏手に「風雷神門」と書かれている。後述の宝蔵門にかかる大提灯（小舟町大提灯）とともに、三社祭の時（神輿通過のため）と台風接近など自然災害に備える必要がある場合には提灯が畳まれる。
風神雷神像は頭部のみが古く、体部は慶応元年（1865年）の火災で焼失後、1874年（明治7年）に補作。1960年（昭和35年）の門再建時に補修と彩色が加えられている。門の背面の間には、「金龍・天龍」の像を安置する。西の金龍（女神）は仏師・菅原安男、東の天龍（男神）は彫刻家・平櫛田中の作で、1978年（昭和53年）に奉納されたものである。

### 仲見世通り
雷門から宝蔵門に至る長さ約250メートルの表参道の両側には土産物、菓子などを売る商店が立ち並び、「仲見世通り」と呼ばれている。商店は東側に54店、西側に35店を数える。寺院建築風の外観を持つ店舗は、関東大震災による被災後、1925年（大正14年）に鉄筋コンクリート造で再建されたものである。
浅草寺は付近の住民に境内の清掃を賦役として課すかわりに、南谷の支院の軒先に床店（小屋掛けの店）を出す許可を与えた。貞享2年（1685）頃のことで、これが仲見世の発祥といわれている。

### 宝蔵門
雷門をくぐり、仲見世通りの商店街を抜けた先にある。入母屋造の二重門（2階建てで、外観上も屋根が上下二重になっている門）である。江戸時代には一年に数度2階部分に昇ることが可能であった。現在の門は1964年（昭和39年）に再建された鉄筋コンクリート造で、実業家・大谷米太郎夫妻の寄進によって建てられたものである。門の左右に金剛力士（仁王）像を安置することからかつては「仁王門」と呼ばれていたが、昭和の再建後は宝蔵門と称している。その名の通り、門の上層は文化財「元版一切経」の収蔵庫となっている。
2体の金剛力士像のうち、向かって左（西）の阿形（あぎょう）は仏師・錦戸新観、右（東）の吽形（うんぎょう）像は木彫家・村岡久作の作である。阿形像のモデルは力士の北の湖、吽形像のモデルは明武谷と言われている。門の背面左右には、魔除けの意味をもつ巨大なわらじが吊り下げられている。これは、前述の村岡久作が山形県村山市出身である縁から、同市の奉賛会により製作奉納されているもので、わら2,500キログラムを使用している。
わらじは10年おきに新品が奉納されているが、稲藁は長い方が加工しやすいものの、近年の稲作では全国的に稲藁の利用の激減や、風雨で倒れにくく収穫しやすいことから、丈の低い品種への品種改良が進んでいる。同市ではこのために丈の高い古い品種を特別に栽培している。
宝蔵門には「小舟町」と書かれた大提灯が架かる（小舟町大提灯）。小舟町大提灯は1659年に日本橋小舟町の信徒から寄進されたのが最初で、日本橋小舟町奉賛会によって奉納が続けられておりほぼ10年ごとに新調されている。
耐震性の向上と参拝客に対する安全確保のため2007年（平成19年）に屋根改修工事を行い、軽量さと耐食性に優れたチタン製の瓦を全国で初めて採用した。（カナメ社製瓦:TranTixxiiチタン素材使用）表面のアルミナブラスト加工をランダムに配置することで、土瓦特有の「まだら感」を再現している。また、主棟・隅棟・降棟・妻降棟すべての鬼飾もチタンで製作された。これ以降、境内の建物の瓦は順次チタン製に置き換えられている。

### 本堂
本尊の聖観音像を安置するため観音堂とも呼ばれる。旧堂は慶安2年（1649年）の再建で近世の大型寺院本堂の代表作として国宝（当時）に指定されていたが、1945年（昭和20年）の東京大空襲で焼失した。現在の堂は1958年（昭和33年）に再建されたもので鉄筋コンクリート造である。再建にあたっては、建設資金を捻出するために瓢簞池の敷地（2400坪）が江東楽天地などに売り払われた。
外陣には川端龍子（かわばたりゅうし）筆「龍の図」、堂本印象筆「天人散華の図」の天井画がある。内陣中央には本尊の聖観音像（絶対秘仏）を安置する八棟（やつむね）造りの宮殿（くうでん、「厨子」と同義）がある。宮殿内部は上段の間と下段の間に分かれ、上段の間には秘仏本尊を安置する厨子を納め、下段の間には前立（まえだち）本尊の観音像（伝・円仁作）安置する。下段の間にはこのほか徳川家康、徳川家光、公遵法親王（中御門天皇第二皇子、天台座主）がそれぞれ奉納した観音像が安置されている。
宮殿の扉の前には「御戸帳」と称する、刺繍を施した帳（とばり）が掛けられている。宮殿の手前左右には梵天・帝釈天像が立つ。宮殿の裏には秘仏本尊と同じ姿という聖観音像（通称裏観音）、堂内後方左右の厨子内には本尊の脇侍として不動明王像と愛染明王像を安置する。
毎年12月12・13日に煤払（すすはらい）と開扉法要が行われる。本尊は絶対秘仏で公開されないが、「お前立」の観音像は12月13日14時からの開扉法要の際に一般の信徒も拝観することができる。
浅草寺本堂の向拝には「志ん橋」と書かれた大提灯が架かる（志ん橋大提灯）。志ん橋は新橋の異表記で、東京大空襲で焼失した本堂が再建された1958年（昭和33年）から東京新橋組合により奉納されている。本堂の大提灯は2020年（令和2年）4月18日に9回目の掛けかえが行われており、高さ4.5メートル、幅3.5メートル、重さ約600キログラムである（浅草寺の大提灯の中で最も大きい）。雷門や宝蔵門の大提灯とは異なり、三社祭の時には畳まれないが、台風接近など自然災害に備える必要がある場合には畳まれる。
2009年2月から2010年12月にかけて、「平成本堂大営繕」が行われた。屋根の葺き替えは1958年（昭和33年）の再建以来50年ぶり。宝蔵門の改修工事でも用いたチタン瓦（カナメ社製瓦:TranTixxiiチタン素材使用）を採用。使用色も2色から3色に増やし、より粘土瓦に近い風合いを醸し出している。
2020年6月13日午前、新調された扁額の奉納法要が行なわれた。「施無畏」と書かれた扁額は1727年に奉納されたが、1945年の東京大空襲で焼失し、写真による複製が飾られていた。新調された扁額は大ケヤキの一枚板で、天台宗僧侶で書家の豊道春海の筆による「施無畏」の文字が、井波彫刻の彫刻師、南部白雲によって彫られた。幅約4メートル、縦約1.3メートル、厚さ約15センチメートル、重さ約700キログラム。文字の掘り込みは5センチメートル以上となっている、1958年の本堂再建時に新調予定だったが、大きな一枚板を調達できず長らく実現できずにいた。

### 五重塔
天慶5年（942年）平公雅が塔を建立したと伝わる。この塔は三重塔であったといわれ、『江戸図屏風』にも描かれている。焼失を繰り返したのち慶安元年（1648年）に五重塔として建立され、本堂と同様、関東大震災では倒壊しなかったが1945年（昭和20年）の東京大空襲では焼失した。現在の塔は本堂の西側、寛永8年（1631年）に焼失した三重塔の跡伝承地付近に場所を移して、1973年（昭和48年）に再建されたもので鉄筋コンクリート造、アルミ合金瓦葺き、基壇の高さ約5メートル、塔自体の高さは約48メートルである。基壇内部には永代供養のための位牌を納めた霊牌殿などがあり、塔の最上層にはスリランカ・アヌラーダプラのイスルムニヤ寺院から請来した仏舎利を安置している。なお、再建以前の塔は東側にあった。その位置（交番前辺り）には「塔」と刻まれた標石が埋め込まれていたが、2009年（平成21年）、新たに「旧五重塔跡」と記された石碑が設置された。周辺には木が植えられ、憩いの場となっている。江戸四塔、江戸六塔の一つに数えられる。
アルミ製の瓦を使用していたが、2017年6月には本堂で使われた3色のチタン瓦（カナメ社製瓦:TranTixxiiチタン素材使用）を導入した。

### 二天門
重要文化財。本堂の東側に東向きに建つ、切妻造の八脚門である。元和4年（1618年）の建築で、第二次世界大戦にも焼け残った貴重な建造物である。この門は、本来は浅草寺境内にあった東照宮（徳川家康を祀る神社）への門として建てられたものである（東照宮は寛永19年（1642年）に焼失後、再建されていない）。現在、門の左右に安置する二天（持国天、増長天）は上野の寛永寺墓地にある厳有院（徳川家綱）霊廟から移されたものである。2010年（平成22年）、改修により創建当初の様式に戻された。

### 浅草神社（あさくさじんじゃ）
本堂の東側にある。拝殿、幣殿、本殿は重要文化財。浅草寺の創建に関わった3人を祭神として祀る神社である。1868年（明治元年）、神仏分離により神社は浅草寺から分離し、社名を「三社明神社」とした。1872年（明治5年）には、社格が郷社に列せられ、翌1873年（明治6年）には、社名を浅草神社に改めた。

### 伝法院（でんぼういん）
宝蔵門の手前西側にあり、浅草寺の本坊である。小堀遠州の作と伝えられる回遊式庭園がある。通常、一般には公開していないが、特別公開されることがある。2011年（平成23年）、国の名勝に指定された。院内にある天祐庵は表千家不審庵写しの茶室で、江戸時代後期の建立。もとは名古屋にあった。

### 浅草寺病院
境内北側にて社会福祉法人浅草寺病院を運営。1910年に発生した大水害の被災者のための救護所「浅草寺診療所」を念仏堂に設けたのが始まり。1952年に現病院に改組。

### その他の堂宇等
駒形堂
寺の南方、隅田川に架かる駒形橋西詰の飛地境内にある小堂。本尊は馬頭観音立像（秘仏）。浅草寺本尊聖観音像の「示現の地」とされ、かつて船で来訪する参詣者はここで下船し、駒形堂に参詣してから観音堂へ向かったという。現在の堂は鉄筋コンクリート造、方三間、宝形造で、2003年（平成15年）に建て替えたものである。堂は元来は隅田川に向いて建てられていたが、現在の堂は江戸通り側を正面とし、川には背を向けた形になっている。本尊は毎月19日の縁日に開扉され法要が行われる。
二尊仏
宝蔵門手前右手にある2体の露座の銅造仏像。「濡れ仏」と通称する。向かって右が観音菩薩、左が勢至菩薩像である。台座を含めた高さは約4.5メートル。貞享4年（1687年）の作で、台座の刻銘によれば、上野国館林（群馬県館林市）の高瀬善兵衛という人物が、かつて奉公した日本橋の米問屋成井家への報恩のために造立したものである。
久米平内堂
二尊仏の手前にある小祠。ここに祀られる久米平内（くめのへいない）は、講談等に登場する半ば伝説化された人物である。その伝記等は定かでないが、剣の道に優れ、多くの人の命を奪ったので（首切り役人だったともいう）、その罪滅ぼしのために、自らの像を仁王門の近くに埋めて多くの人に踏みつけさせたという。「踏みつけ」が「文付け」（恋文）に通じることから、縁結びの神とみなされるに至った。
弁天山
宝蔵門の東方、広場の奥にある小山を「弁天山」といい、石段上に朱塗りの弁天堂、その右手に鐘楼が建つ。弁天堂は鉄筋コンクリート造で1983年（昭和58年）の再建。鐘楼は木造で1950年（昭和25年）の再建。この鐘楼に架かる梵鐘は江戸時代の人々に時を知らせた「時の鐘」の1つで、「元禄5年（1692年）深川住の太田近江大掾藤原正次が改鋳」の銘がある。松尾芭蕉の句「花の雲鐘は上野か浅草か」と関連して説明されることが多いが、この句は現存する鐘の鋳造の5年前の貞享4年（1687年）に詠まれたものである。弁天堂への石段の左側には芭蕉の「観音の甍（いらか）見やりつ花の雲」の句碑がある。
影向堂（ようごうどう）
本堂の西側にある。鉄筋コンクリート造、寄棟造、錣葺き（しころぶき）屋根で、1994年（平成6年）の建立。堂内には本尊聖観音像のほか、鎌倉期の円派の様式を示す阿弥陀如来坐像等十二支の守り本尊である8体の仏像を横一列に安置する。影向堂の周囲には六角堂、橋本薬師堂、石橋などがある。影向堂の左に建つ六角堂（東京都指定有形文化財）は室町時代の建立で、小規模ではあるが、境内最古の建物である。堂内には日限地蔵（ひぎりじぞう）を本尊として祀る。石橋（国の重要美術品）はかつて境内にあった東照宮（徳川家康を祀る）への参詣用に造られたもので、元和4年（1618年）、東照宮が勧請された際に建造された。東照宮自体は焼失後再建されていない。
淡島堂
影向堂のさらに西側に建つ。江戸時代、元禄年間に紀州（和歌山市）の淡島明神（淡嶋神社）を勧請したことからこの名がある。木造、入母屋造。1995年（平成7年）、境内地の再整備の際に旧影向堂を移して淡島堂としたものである。この堂は1955年（昭和30年）までは浅草寺の仮本堂であった。堂内には本尊阿弥陀如来坐像、向かって左に淡島神の本地仏とされる虚空蔵菩薩像を安置する。毎年2月8日にこの堂で針供養が行われることで知られる。
鎮護堂
本坊伝法院の鎮守で、伝法院通りを西方に向かって歩いた右手に入口がある。伝法院は非公開だが、敷地の南西にある鎮護堂のみは公開されており、ここから柵越しに伝法院の回遊式庭園が瞥見できる。ここに祀られる「鎮護大使者」とはタヌキである。明治時代の初期、境内には多くのタヌキが住み着き、寺では手を焼いていた。ある夜、当時の住職の夢にタヌキが現れ、「自分たちを保護してくれるならば、伝法院を火災から守ってやろう」と住職に告げたため、この堂を建てて鎮守とすることにしたという。切妻造の拝殿の奥に建つ本殿は1913年（大正2年）の建立。
宝蔵門のそばに「浅草不動尊」と「三宝荒神堂」があるが、天台宗の大行院という寺院で、浅草寺には属していない。

### 境内の銅像、碑等
- 大谷米太郎夫妻像 - 本堂裏広場奥。宝蔵門を再建寄進した大谷米太郎（ホテルニューオータニ創業者）夫妻の胸像。1967年（昭和42年）の造立。
- 九世市川團十郎「暫」の像 - 本堂裏広場。当初、1919年（大正8年）に造立されたもので、彫刻家新海竹太郎の作であったが、第二次世界大戦時の金属供出で失われ、1986年（昭和61年）、十二世市川團十郎の襲名を期に再建されたものである。
- 宮古路豊後掾追悼碑 - 豊後節の祖。養嗣子である宮古路文字太夫（初代常磐津文字太夫）によって、延享3年（1746年）に建立された。豊後節は一中節から派生し、この豊後節からは宮園節、新内節、そして豊後三流の頭取である常磐津節、そこから富本節が派生し、清元節へとつながることになる。現存する浄瑠璃8流派のうちの6流派が、この豊後系の浄瑠璃にあたる。
- 松尾芭蕉句碑 - 弁天山石段の左方。寛政8年（1796年）建立。
- 迷子知らせ石標 - 本堂前。江戸に数箇所あった迷子知らせ石標の1つで、安政7年（1860年）に建立されたが、現在立つ石標はは1957年（昭和32年）に復元されたもの。
- 「鳩ポッポ」の歌碑 - 本堂前。東くめ作詞、瀧廉太郎作曲で1900年（明治33年）に発表された童謡「鳩ぽっぽ」の歌詞と楽譜を表した碑。1962年（昭和37年）の建立。なお、この曲は文部省唱歌の「鳩」とは別の曲である。
- 映画弁士塚 - 淡島堂南側の「新奥山」と称する一画に立つ。無声映画時代に活躍した弁士を称えるために1958年（昭和33年）建立された。題字は鳩山一郎の書。
- 喜劇人の碑 - 「新奥山」にある。1982年（昭和57年）建立。川田晴久を筆頭に、物故者となった日本の喜劇人の名が刻まれている。
- 瓜生岩子像 - 「新奥山」にある。瓜生岩子（1829 - 1897）は、今の福島県喜多方市の出身。生涯を弱者、貧困者の救済、社会事業に捧げ、日本のナイチンゲールと称される人物である。銅像は1901年（明治34年）に造立されたが、第二次大戦時の金属供出で失われ、1955年（昭和30年）に再建されたもの。
- 『こちら葛飾区亀有公園前派出所』記念碑 - 浅草神社鳥居脇。2005年（平成17年）に秋本治の漫画『こちら葛飾区亀有公園前派出所』の単行本の発行部数が1億3,000万部を突破したことを記念するため建立された。同作品の主人公である「両さん」こと警察官両津勘吉は浅草育ちという設定になっており、両津の少年時代のエピソードを題材にした「浅草物語」の巻に浅草神社が登場した縁により建立されたものである。
- 消防殉職者表彰碑 - 本堂裏広場奥。1912年（大正元年）、殉職した火消の慰霊と顕彰のため建立された。毎年5月25日に慰霊祭が行なわれ、本堂裏手広場では梯子乗り・木遣・纒振りの演技が披露される[19]。
- 浅草大平和塔 - 1963年8月15日の建立で湯川秀樹の碑文が刻まれている[20][21]。老朽化のため2019年に建て替えられた。

この他、浅草神社境内には久保田万太郎句碑、川口松太郎句碑、河竹黙阿弥顕彰碑、市川猿翁（二代目市川猿之助）句碑、初代中村吉右衛門句碑などがある。

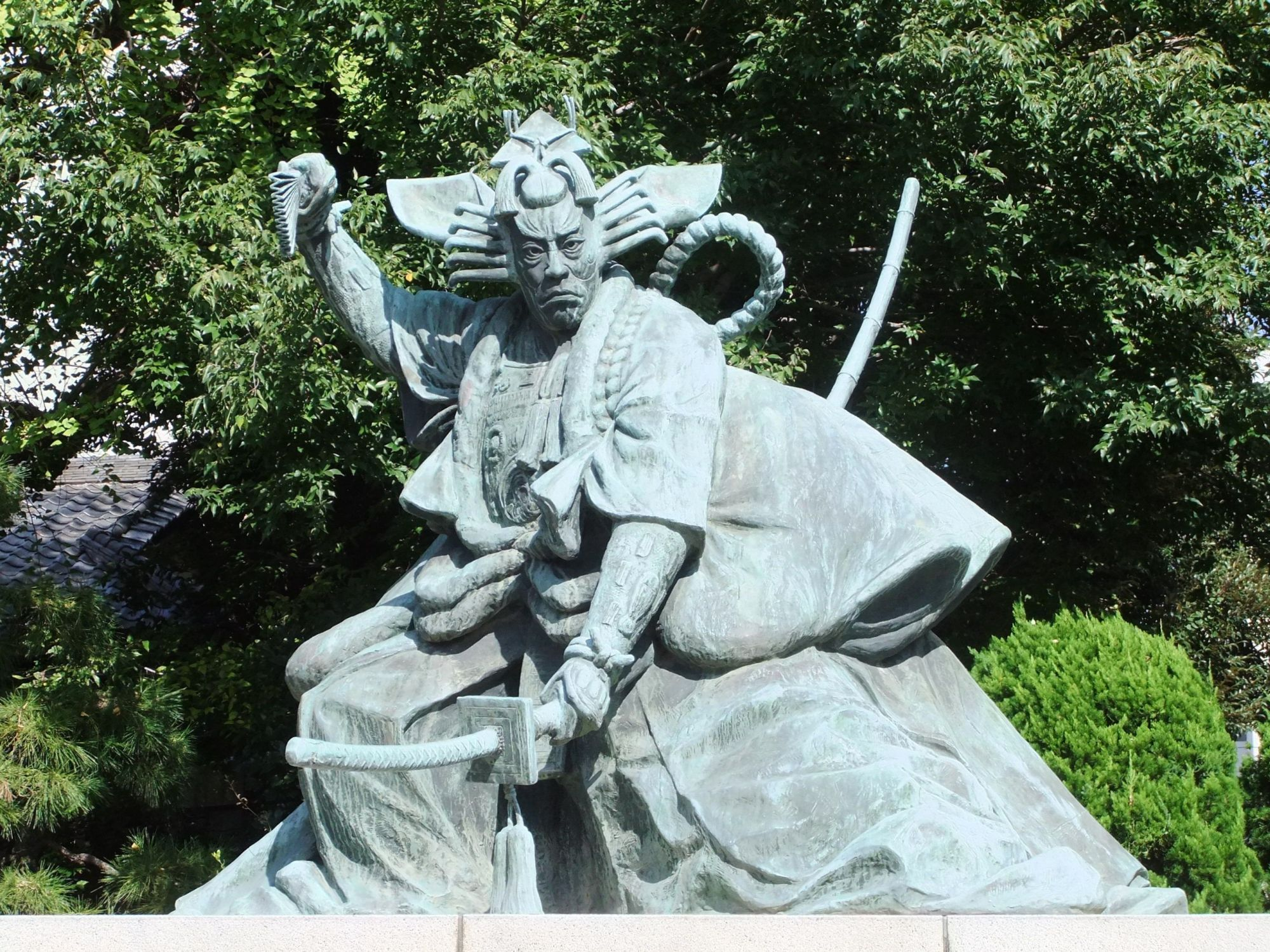
九代目市川團十郎像
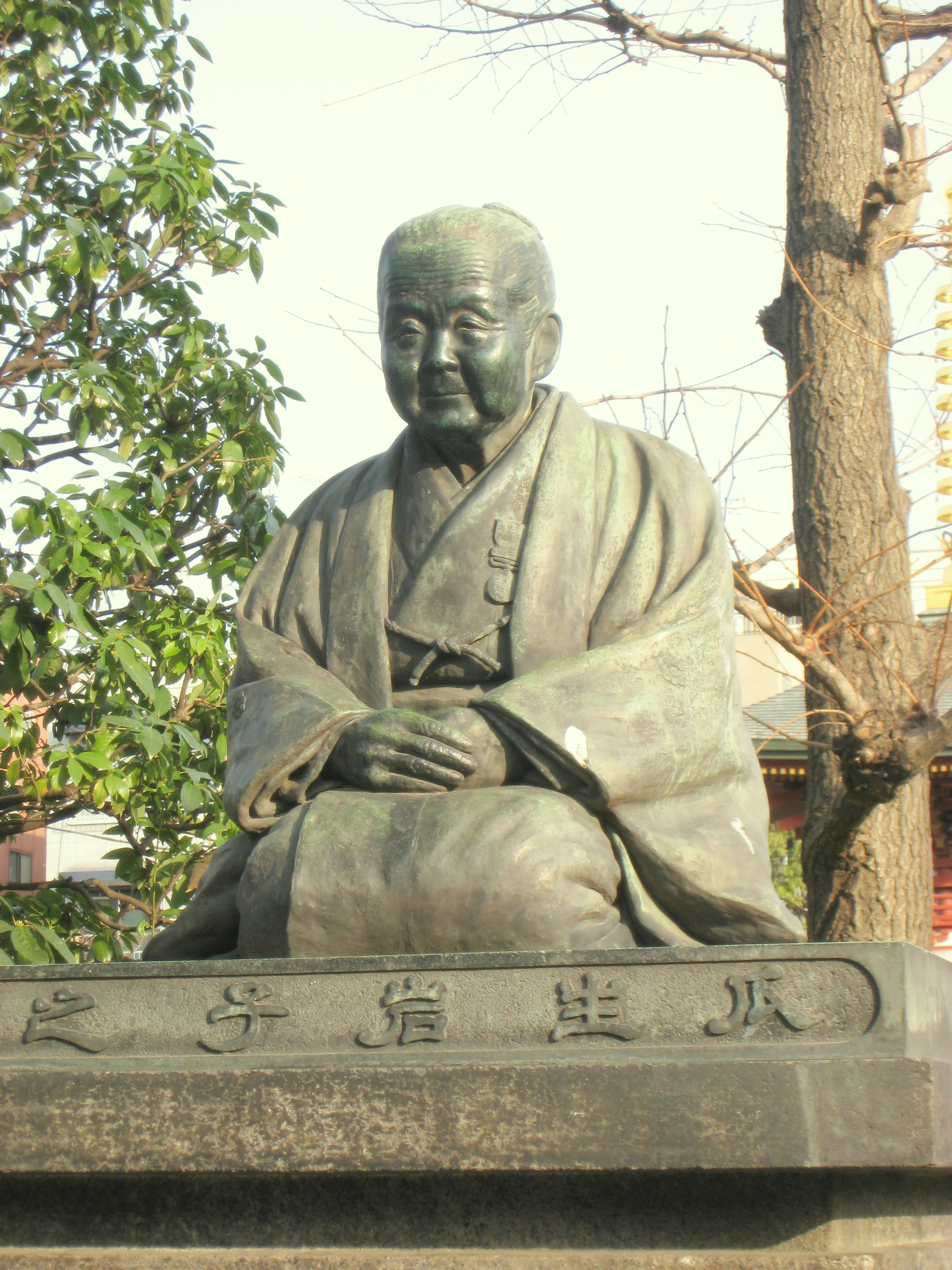
瓜生岩子像
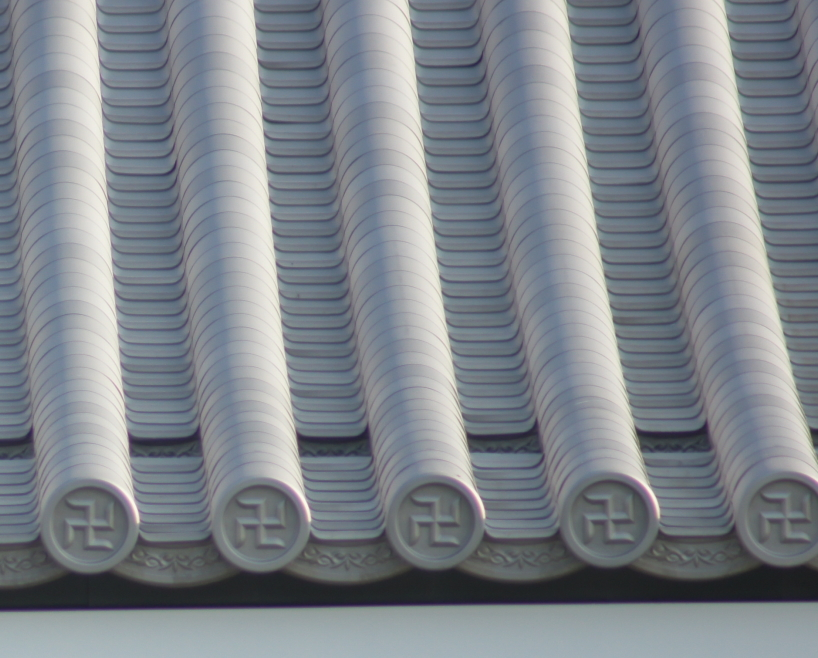
本堂のチタン屋根
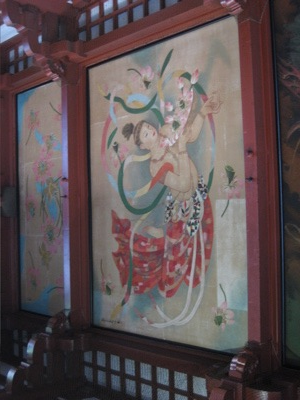
本堂天井画（堂本印象筆天人図）
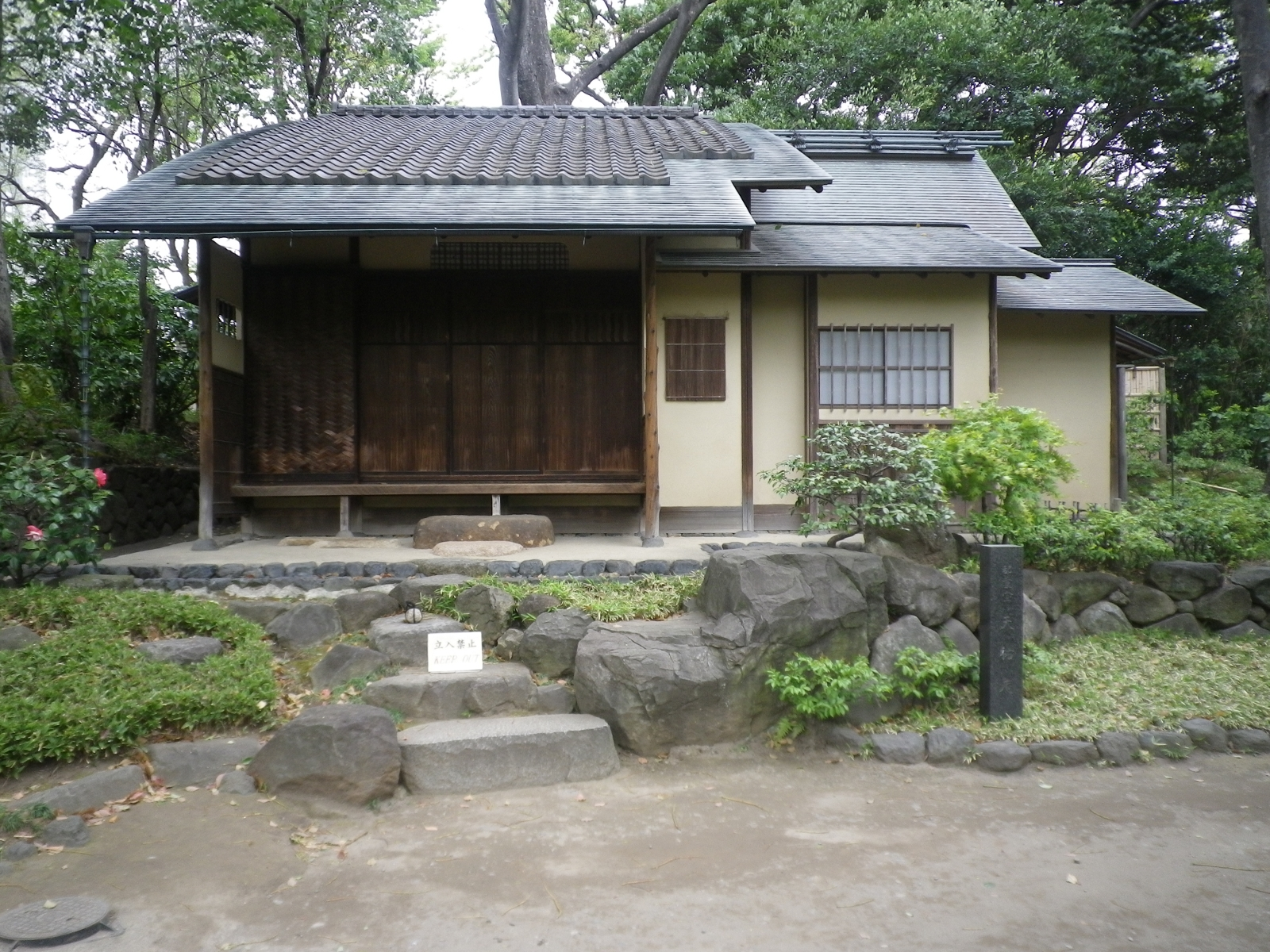
茶室天祐庵（伝法院内）
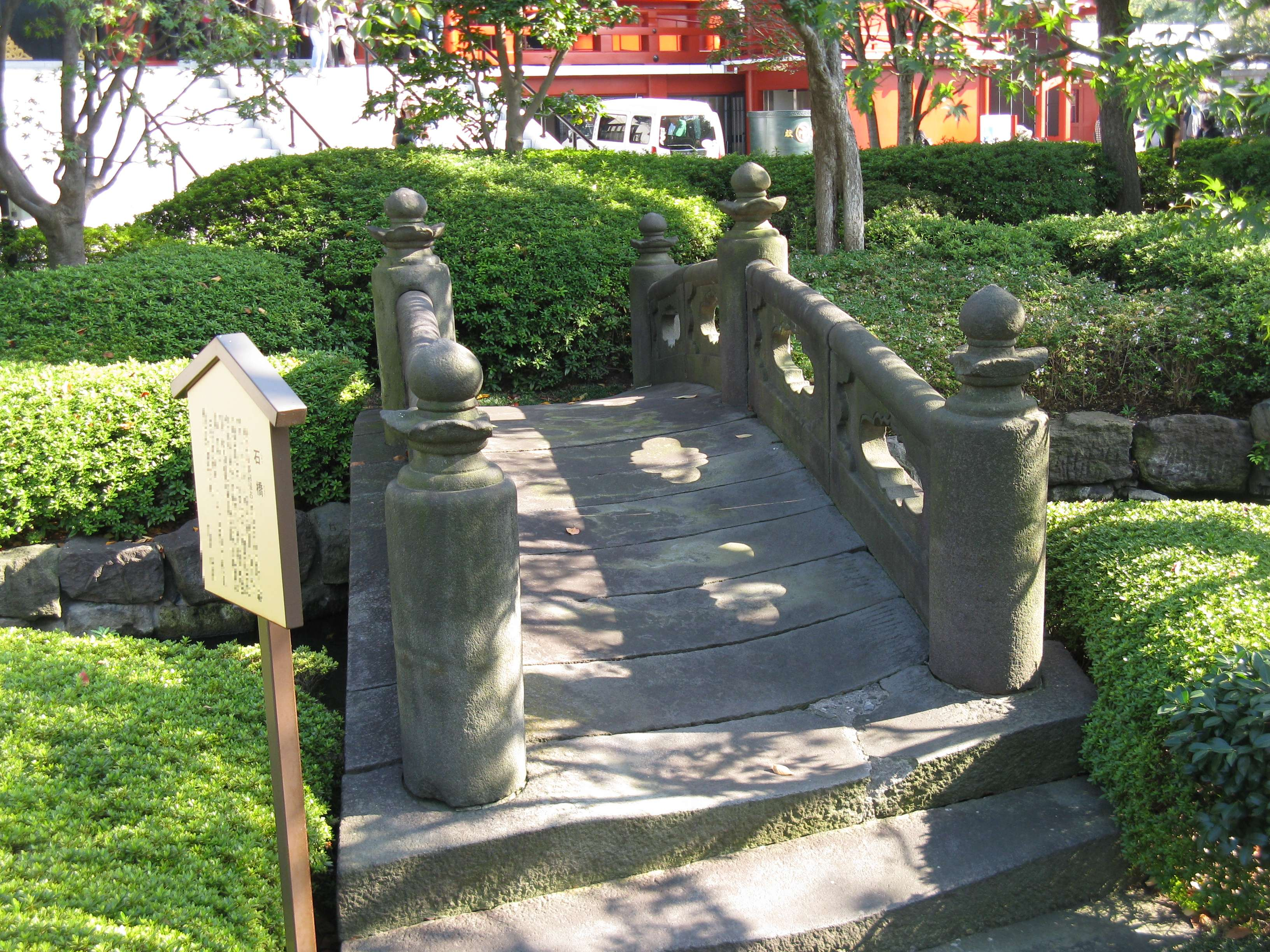
石橋
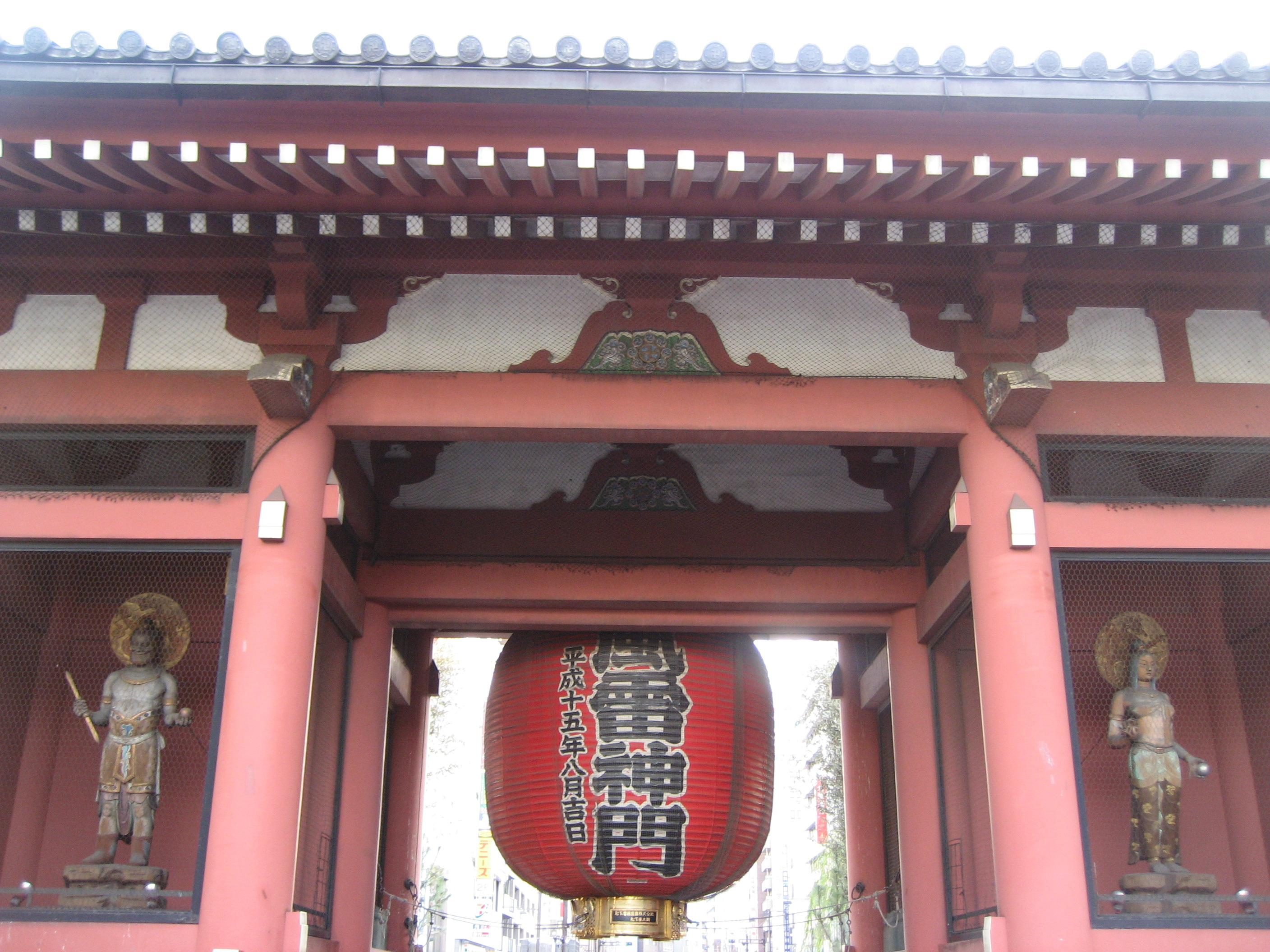
雷門の背面、向かって左に「天龍」、右に「金龍」を安置
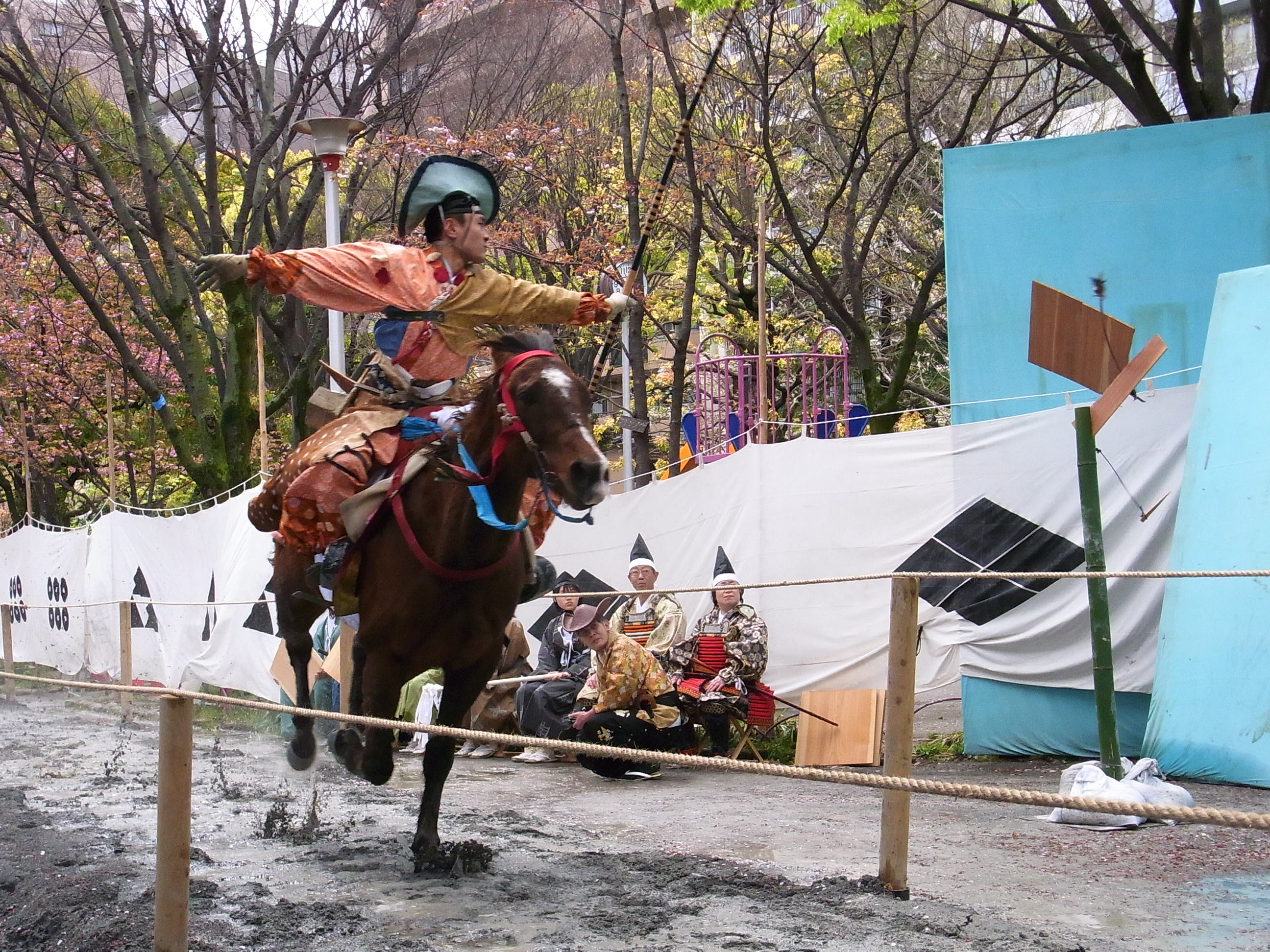
隅田公園での浅草流鏑馬（2010年4月20日撮影）
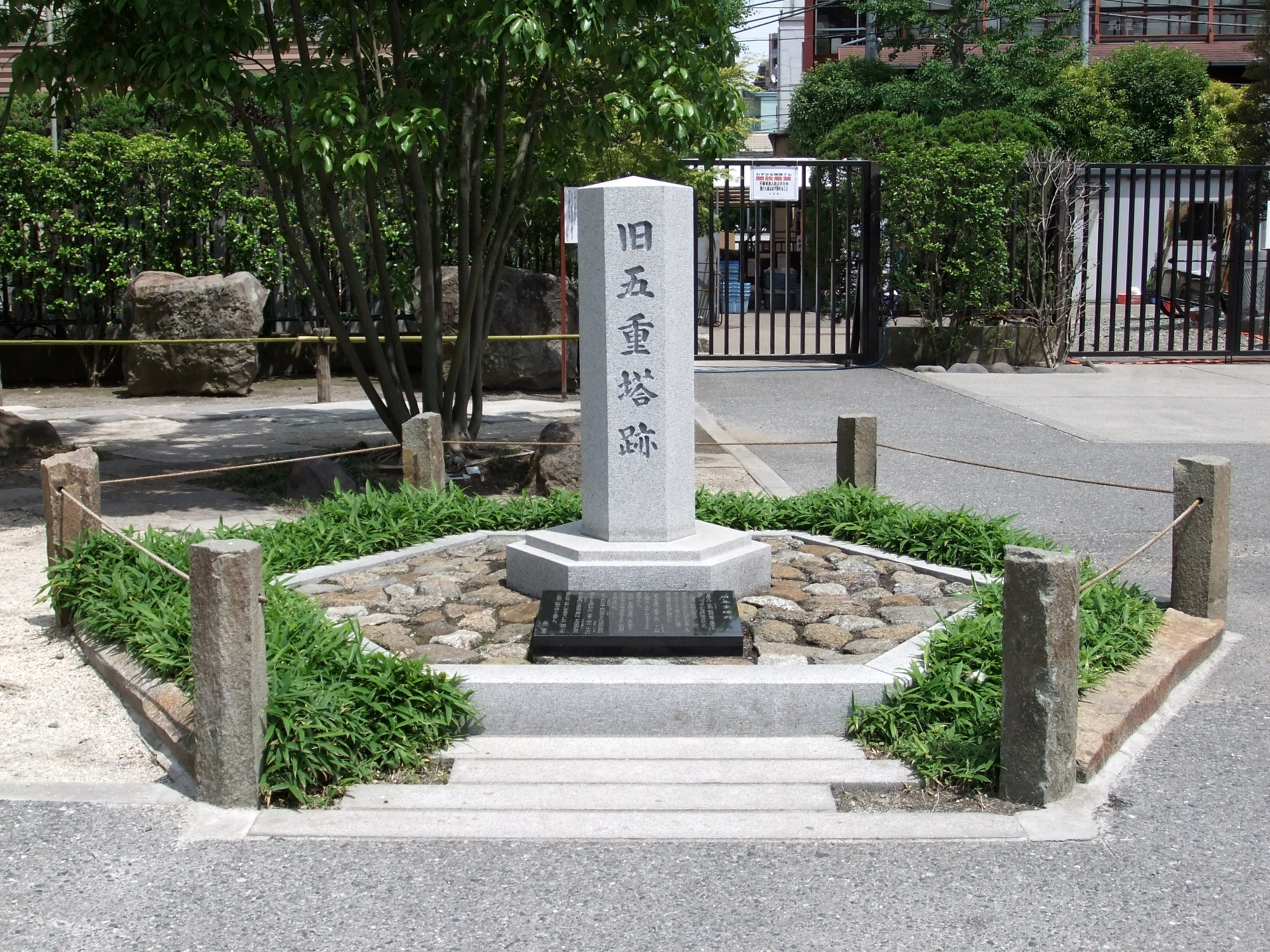
「旧五重塔跡」と記された石碑

### 浅草公園
東京・浅草公園は、かつて浅草寺の境内地を中心にあった公園。日本初の都市公園の一つとして、1873年（明治6年）3月25日に誕生した。
公園用地は1871年（明治4年）寺社領・境内地の上地令により公収され、明治6年太政官布達第16号で東京府から公園の指定を受け、整備を始めた。当初は浅草寺境内と仲見世や奥山地区等に限定していたが、東京府は他の4公園の維持管理費を賄うため浅草公園から上がる地代収入に期待して、1876年（明治9年）11月以後伝法院、浅草寺火除地、界隈16ヶ町等を組入拡大した。1882年（明治15年）にはようやく浅草寺西側の浅草田圃と呼ばれる火除地を埋め立て、林泉地区（後の四区）と興行地区（後の六区）の造成に着手。1883年（明治16年）9月26日に造成完了、1884年（明治17年）1月公園地は6つの区画に分かれ、同年9月に7区目が追加（後に除外）。こうして浅草公園の開園式は、1886年（明治19年）5月20日より行われた。
第二次世界大戦後となり、1947年（昭和22年）4月2日の公共団体所有の社寺地財産処分の政府通牒を受けて、浅草公園は同年5月1日公園地の指定解除、1951年（昭和26年）10月再び浅草寺の所有地になった。しかし、ほどなくして浅草寺は、東京大空襲で焼失した本堂の復興資金を捻出するために四区の瓢簞池を売却。その後も町名として1965年（昭和40年）8月1日の住居表示制度が導入される時まで存続していたが、現在は無い。行政町名としての「浅草公園地」は、概ね現在の浅草一丁目と二丁目に内包される。もはや都立公園でも区立公園でもない浅草公園が、昔からの名残として、地図上の浅草寺境内地に表記されている。

## 先祖供養
浅草寺では先祖供養も出来る。
霊験あらたかと言われる浅草寺では毎日、家の宗派と無関係に先祖供養を受け付けている。浅草界隈を長年取材している五木寛之によれば、宗派を問わず全く無関係な人でも供養を申し込めるため、五重塔内の位牌には昭和天皇、マザーテレサ、ダイアナ妃の位牌まで存在するという。
毎日6時（10月から3月は6時半）・10時・14時から先祖供養、厄よけ等の祈祷が行われる。特定の個人の名前で受け付ける他、○○家先祖代々、という形でも受け付ける。志納金は3,000円から。

## 主な年中行事
- 針供養（2月8日）淡島堂で行われる。

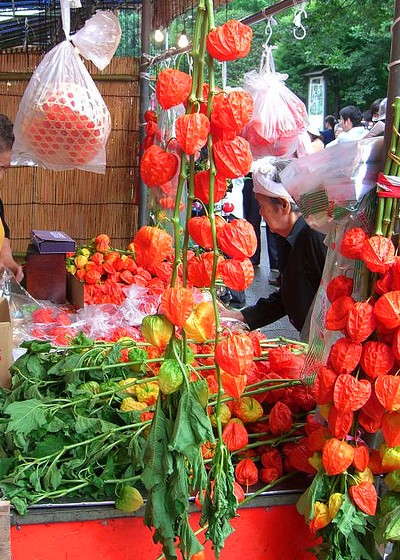
ほおずき市の屋台

- 金龍の舞 - 3月18日の本尊示現会（じげんえ）、10月18日の菊供養の際に披露される。
- 三社祭（5月17・18日頃） - 浅草神社（三社権現）の祭礼であり、東京を代表する祭りとして有名。豪壮な神輿渡御と、「びんざさら舞」で知られる。
- 四万六千日（7月9・10日） - この日に参詣すると46,000日分の功徳があるとされる。ほおずき市が行われる[26]。
- 万霊燈籠供養会（8月15日） - お盆の先祖供養のためにも営まれている。1体3,000円でお願いすることができる。
- 浅草燈籠祭（9月中旬の土曜日から2週間程度） - 浅草花やしきや六区ブロードウェイなども会場となる[27]。
- 御宮殿開扉法要（12月13日）‐12月12日に御宮殿御煤払いが行われ、13日に御宮殿開扉法要として前立本尊が御開帳される[注釈 5]。
- 歳の市（12月17 - 19日） - 毎月18日は観音菩薩の縁日であるが、特に年末の縁日を歳の市と称している。羽子板市が行われる。

## 浅草寺に纏わる逸話

### 秘仏本尊
秘仏本尊の聖観音像は、長期間にわたって見る者がなかったので、明治時代には実在が疑われるようになった。このため明治2年（1869年）に役人が来て調査を行ったところ、本尊はたしかに存在していることが明らかになったという。この時の調査によれば、奈良時代の様式の聖観音像で、高さ20センチメートルほど、焼けた跡がうかがえ、両手足がなかったという。現在、常時拝観可能な「裏観音」が秘仏本尊と同じ様式であるとされるが、高さは89センチメートルと異なっている。本尊の大きさについて、しばしば「一寸八分（約5センチメートル）の観音様」と言われるが、浅草寺によれば「一寸八分」は江戸時代以来の俗説であるという。

### おみくじ
浅草寺のおみくじは、細い棒の入った両手で抱えられる程度の大きさ・重さの角柱・円柱形の筒状の箱を振って箱の端の小さな穴から棒を1本出し、棒に記された番号のくじを受けとる方式である。その内訳は、大吉、吉、半吉、小吉、末小吉、末吉、凶の7種類であり、末吉まではお守りとして持ち帰り、凶を引いてしまった場合だけ、傍の結び棒にておみくじを結ぶことになっている。

### 最古の招き猫由縁の地

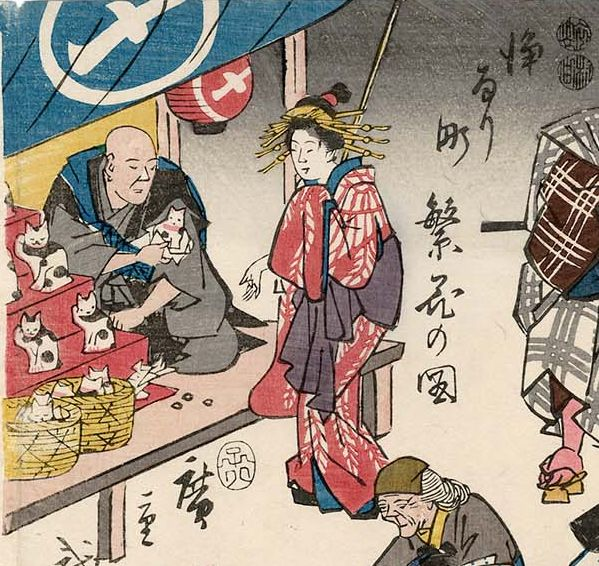
「浄るり町繁花の図」より 部分拡大
嘉永5年 歌川広重画

招き猫の発祥については全国に由縁の地といわれるところがある中で、記録と実物、錦絵などによってその発祥が確実視されるのが、浅草寺境内である。武江年表や藤岡屋日記嘉永5年の項目には、当寺境内三社権現鳥居横にて老婆によって今戸焼製の招き猫が売りだされ大流行になったと記されている。その特徴としては背面に丸に〆の陽刻があり、「金銭や福徳を丸く勢〆る」という縁起が担がれたものであって、具体的に招き猫とも浅草観音猫とも丸〆猫（まるしめのねこ）とも記されている。同じ嘉永5年に出された錦絵「浄るり町繁華の図」には、浄瑠璃の登場人物になぞらえて丸〆猫を売る床店が描かれている。近年都内の近世遺跡からは、色のとれた背面に「丸に〆」の陽刻のある招き猫の出土が数件確認されている。これらから総合的に、実物と記録のはっきりした最古の招き猫ということができる。

## 文化財

### 国宝
- 法華経（開結共）10巻 - 昭和26年（1951年）指定。平安時代の11世紀頃の装飾経。別名「浅草寺経」。金銀泥で装飾した「装飾経」の代表作で『法華経』8巻に開結経の『無量義経』『観普賢経』を含む全10巻が完存し表紙、軸、巻き紐まで含めて制作当初のままに残されている。東京国立博物館に寄託。

### 重要文化財
- 二天門
- 浅草寺伝法院 6棟[32]
  - 客殿 附：扁額1面
  - 玄関
  - 大書院 附：襖8本、下地桟8組
  - 小書院
  - 新書院
  - 台所
- 大蔵経（元版）5428巻 - 中国・元時代（明治初期、鶴岡八幡宮より伝来）

### 名勝（国指定）
- 伝法院庭園

その他、江戸時代の絵馬が多数保存されており、中には谷文晁、菊池容斎、鈴木其一、歌川国芳、狩野一信、柴田是真のような著名絵師の作品もある。

## 浅草寺の発掘

### 考古学上の遺跡としての浅草寺
古代から中世・近世（江戸時代）と長い歴史を有す浅草寺は、考古学上重要な歴史資料をその地下に包含した浅草寺遺跡でもある。戦災で焼失した五重塔再建に先立ち1970年（昭和45年）には再建地点の発掘調査が行われ、学術的に貴重な成果が得られた。特にこの調査は葛飾区葛西城跡の発掘調査や千代田区都立一橋高校内の発掘調査と並び、それまでの日本考古学では研究対象とされていなかった中世や近世（江戸時代）の遺跡調査の嚆矢となり特に近世考古学の出発点となる学史上の記念碑的調査となった。その後も台東区教育委員会による浅草寺境内および周辺での発掘調査が地道に続けられ、従来の文献資料研究が描いてきた浅草寺および浅草の歴史像の大幅な修正を迫る発見が相次いでいる。

#### 関連文献
- 加藤晋平「浅草寺私考」（『物質文化』18号、1971年）
- 小俣悟「台東区の遺跡」（『武蔵野』74巻2号、1996年）
- 小俣悟「加藤先生と台東区の発掘調査」（『ツンドラから熱帯まで：加藤晋平先生古稀記念考古学論集』2001年）227 - 228頁。
- 小俣悟「浅草寺（浅草寺遺跡）」（『東京の中世瓦』第7回中世瓦研究会資料集、中世瓦研究会、2000年）。
- 台東区教育委員会・台東区文化財調査会による浅草寺境内及び周辺地での発掘調査報告書
  - 台東区文化財調査会編1994『浅草松清町遺跡調査報告書』
  - 台東区文化財調査会編1999『浅草寺西遺跡』 台東区埋蔵文化財発掘調査報告書第6集。
  - 台東区文化財調査会編2001『浅草寺遺跡：浅草寺病院地点』台東区埋蔵文化財発掘調査報告書13集。
  - 台東区文化財調査会編2002『雷門遺跡』台東区埋蔵文化財発掘調査報告書18集。

## 浅草寺のライトアップ

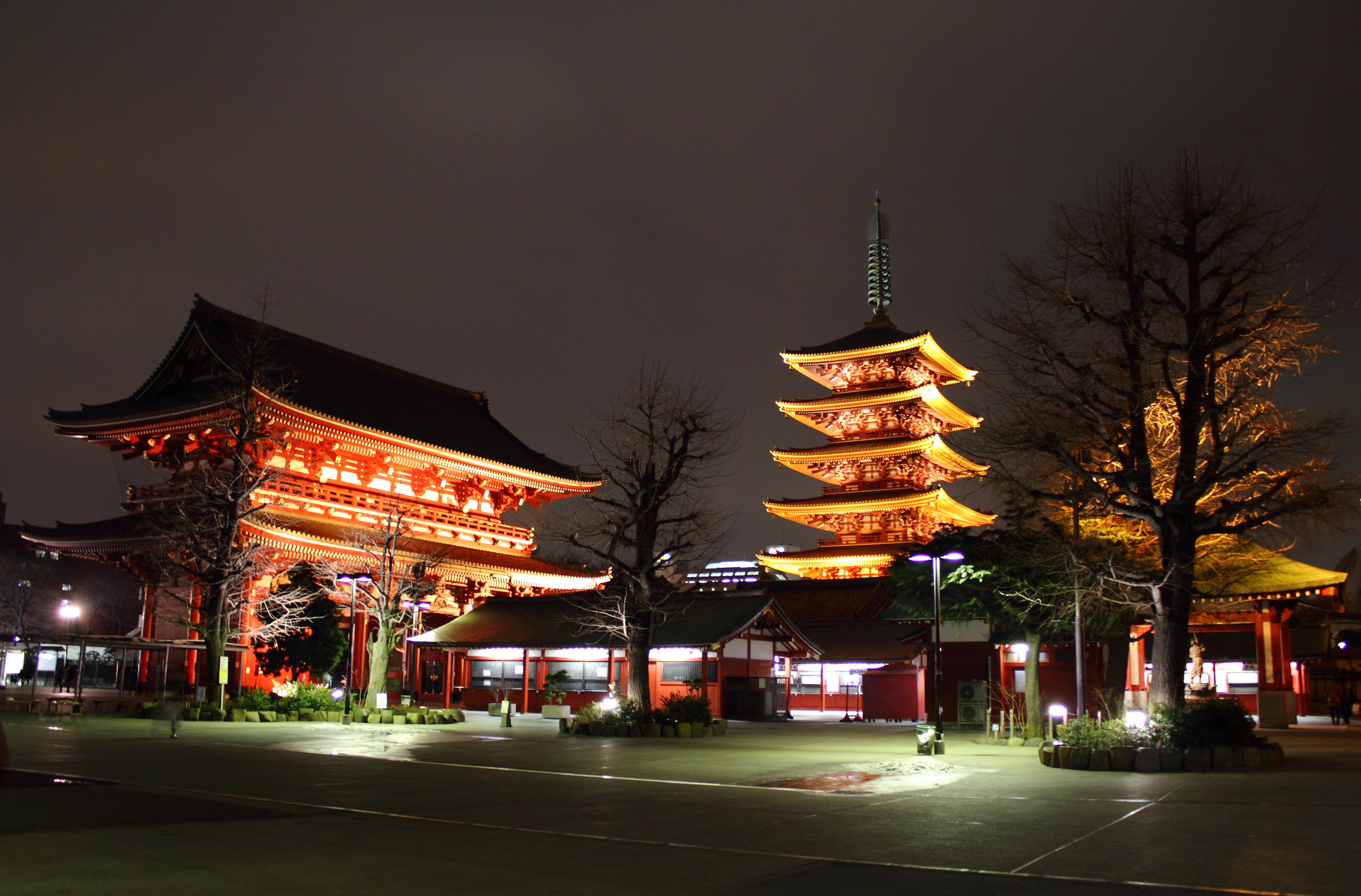
浅草寺のライトアップ

浅草寺では、江戸開府400年記念事業として『輝く21世紀の浅草』をスローガンに、2003年10月から本堂・五重塔・宝蔵門・雷門のライトアップを始めた。ライトアップのデザインを手がけたのは、東京タワーやレインボーブリッジも担当した石井幹子。また、2010年からは二天門が赤・青・紫と色が変化するようにLEDでライトアップされるようになった。ライトアップ時間は、毎日日没から午後11時まで。夜は本堂の扉は閉められているが、参拝はできるようにされている。日本夜景遺産指定の地域遺産。

### ギャラリー

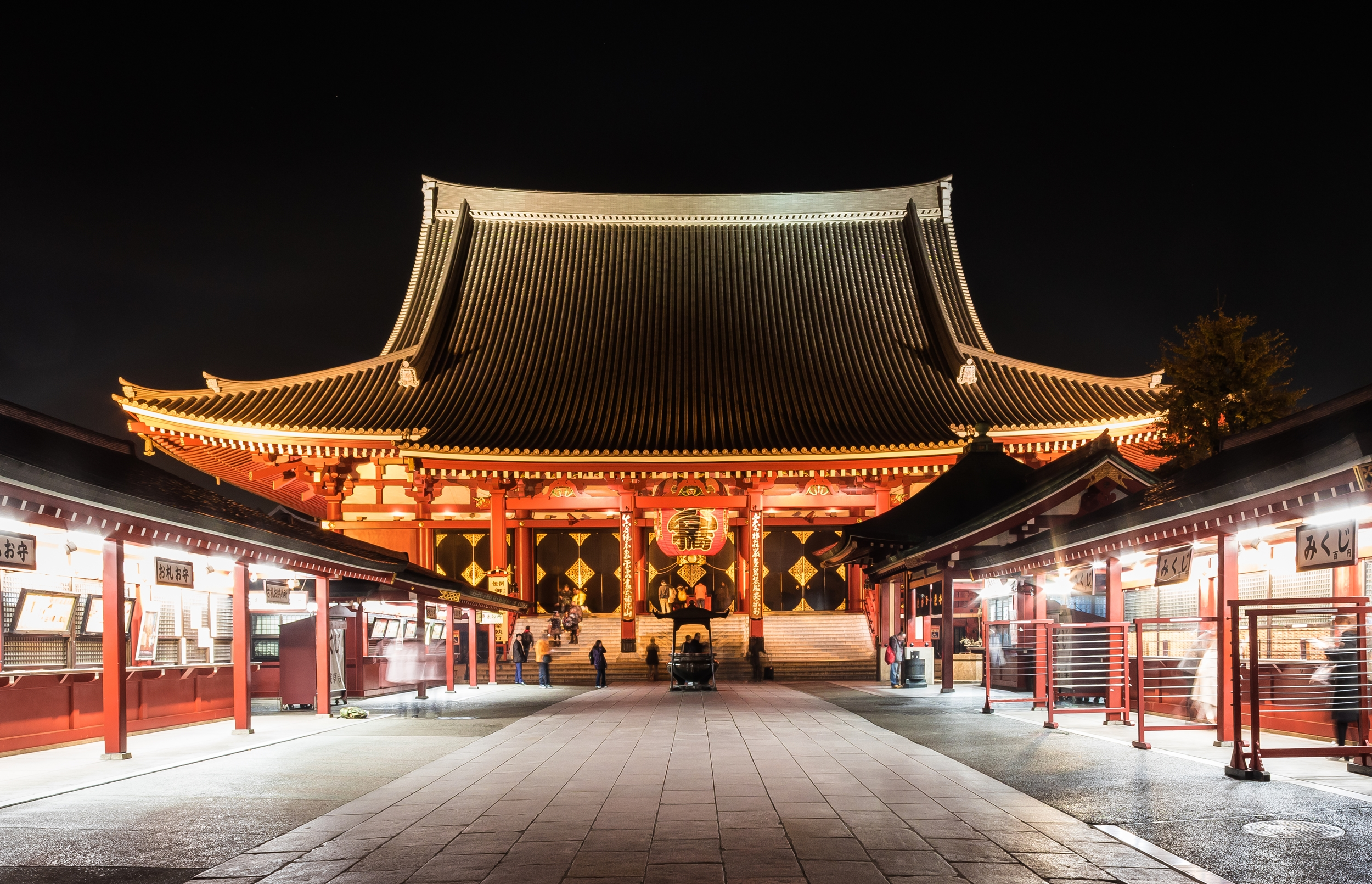
本堂
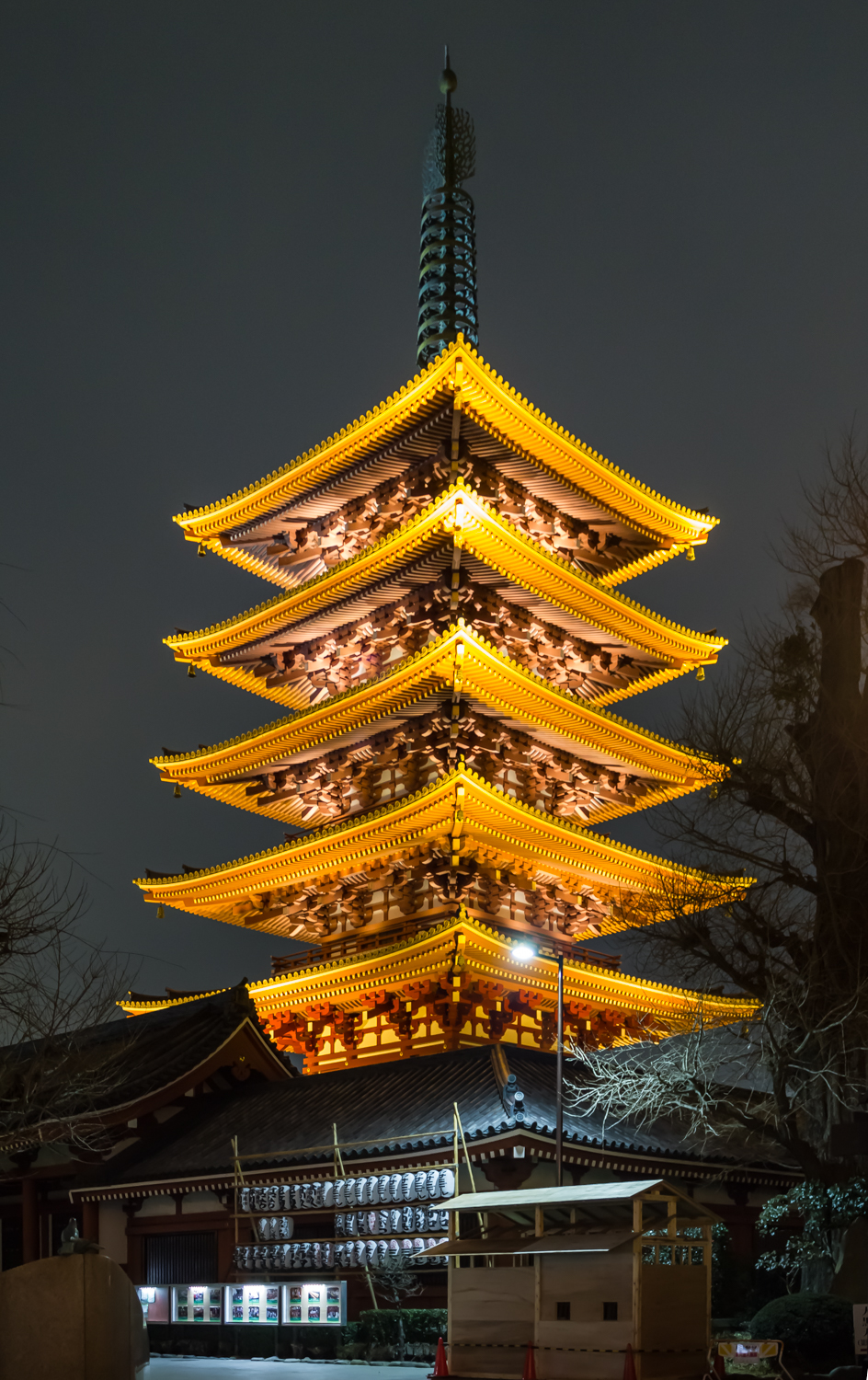
五重塔
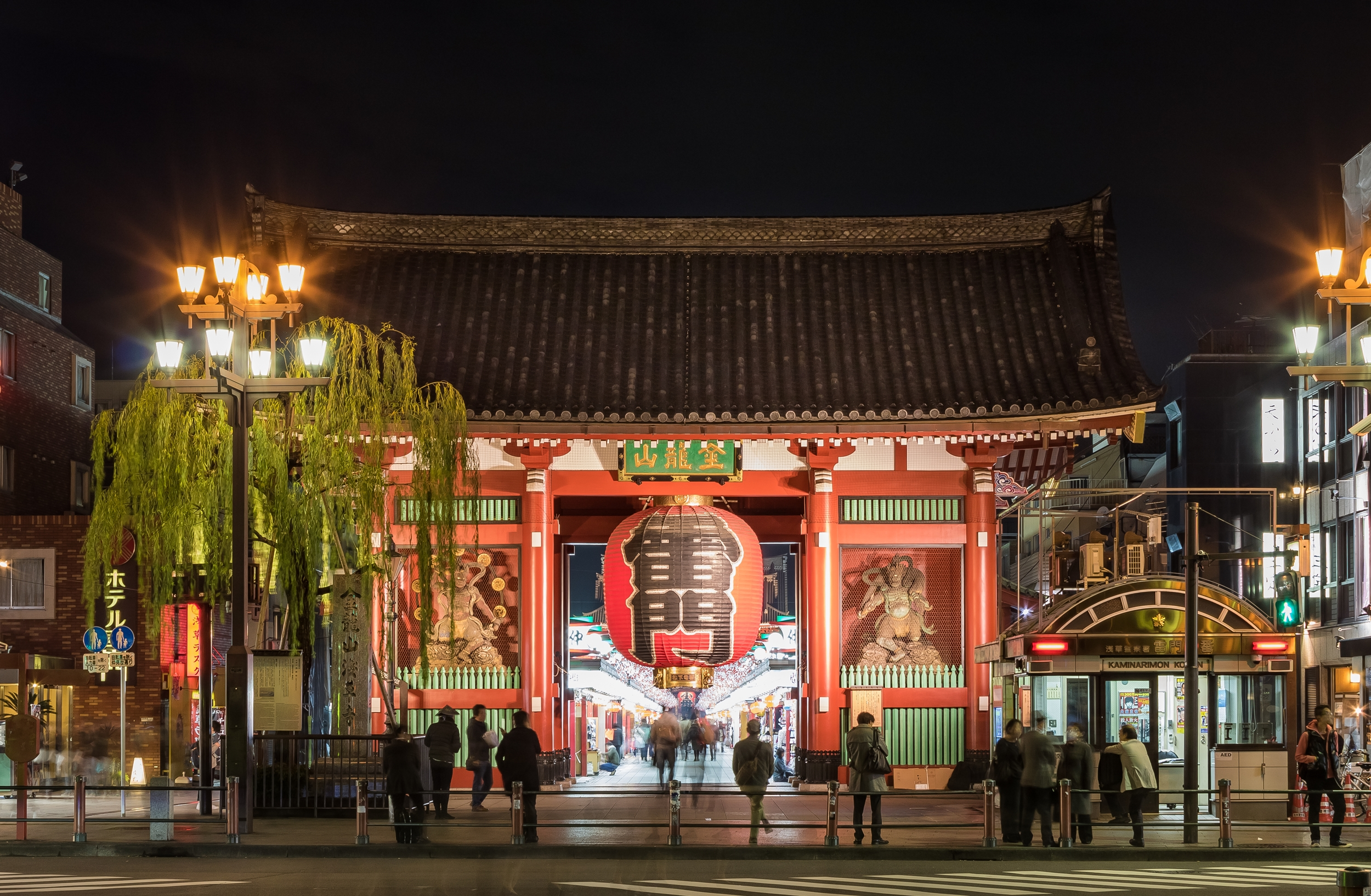
雷門
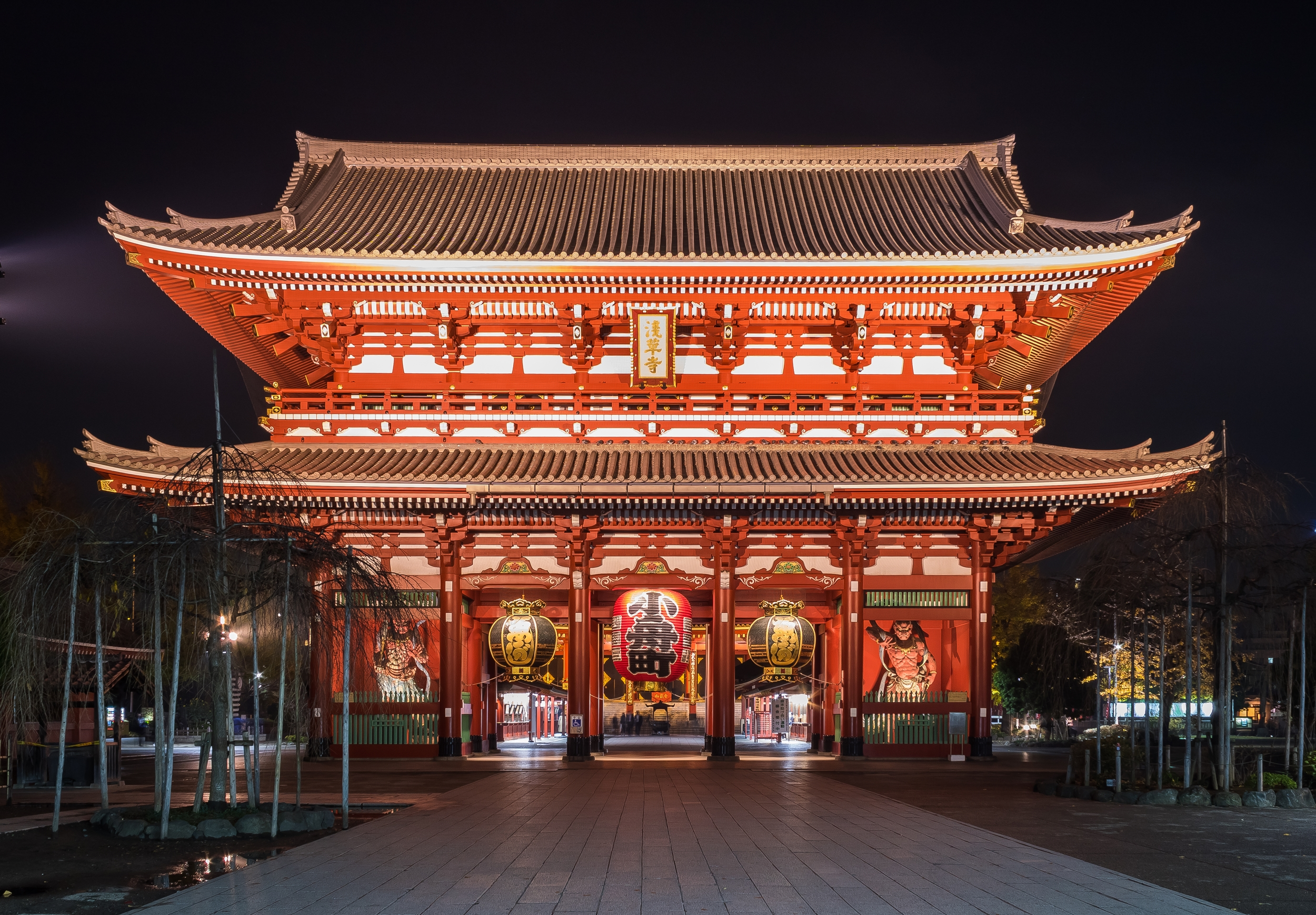
宝蔵門
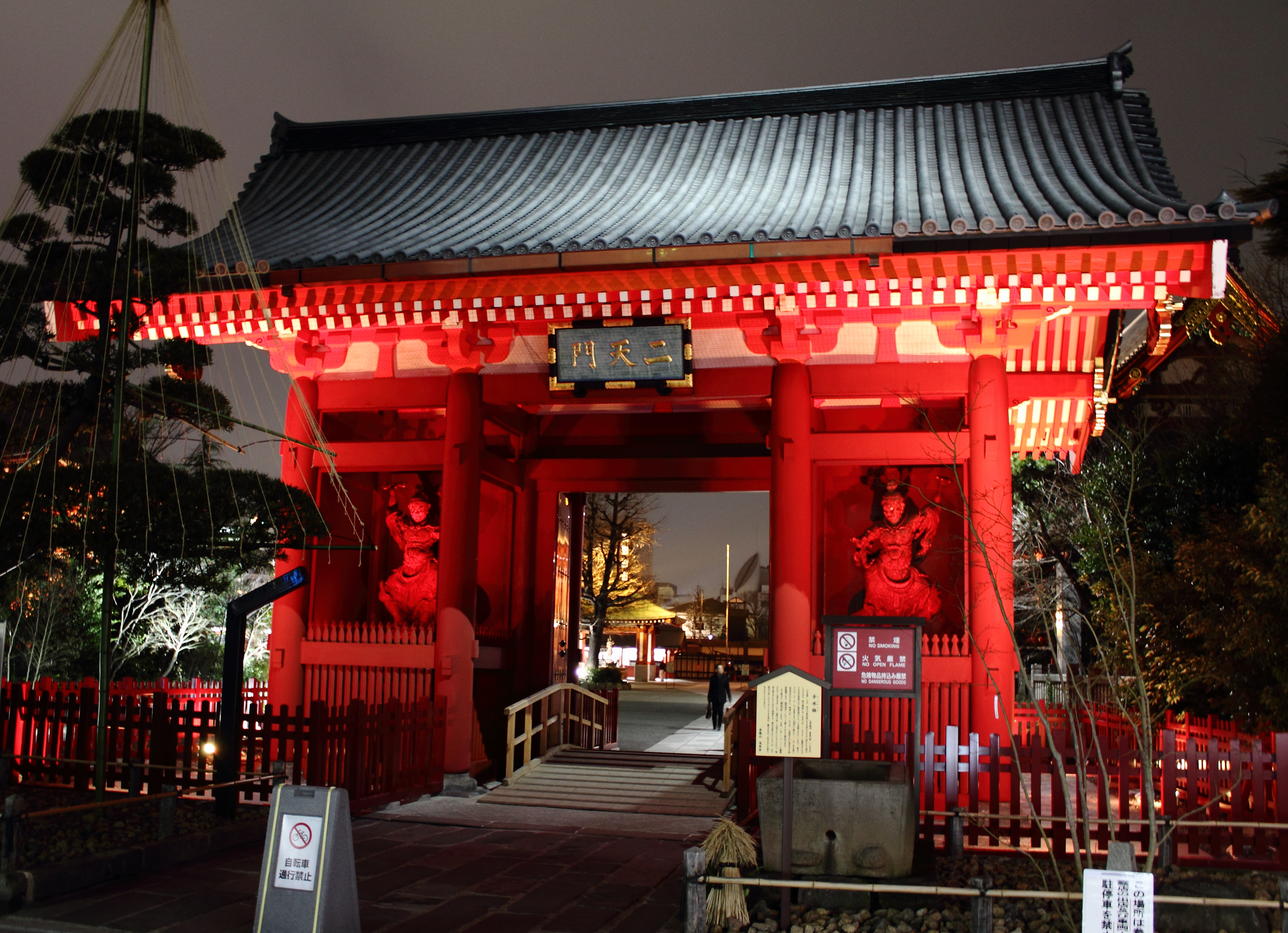
二天門

## 交通
- 東京メトロ銀座線・ 都営地下鉄浅草線・ 東武伊勢崎線（東武スカイツリーライン） 浅草駅より徒歩5分
- 首都圏新都市鉄道つくばエクスプレス 浅草駅より徒歩10分
- 都営バスほか「浅草雷門」バス停より徒歩3分、「東武浅草駅前」バス停より徒歩5分、「浅草一丁目」バス停より徒歩8分

## 前後の札所
坂東三十三観音
12 慈恩寺 (さいたま市)　--　13 浅草寺　--　14 弘明寺
昭和新撰江戸三十三観音札所
　1 浅草寺　--　2 清水寺 (台東区)